# Peinture de portrait

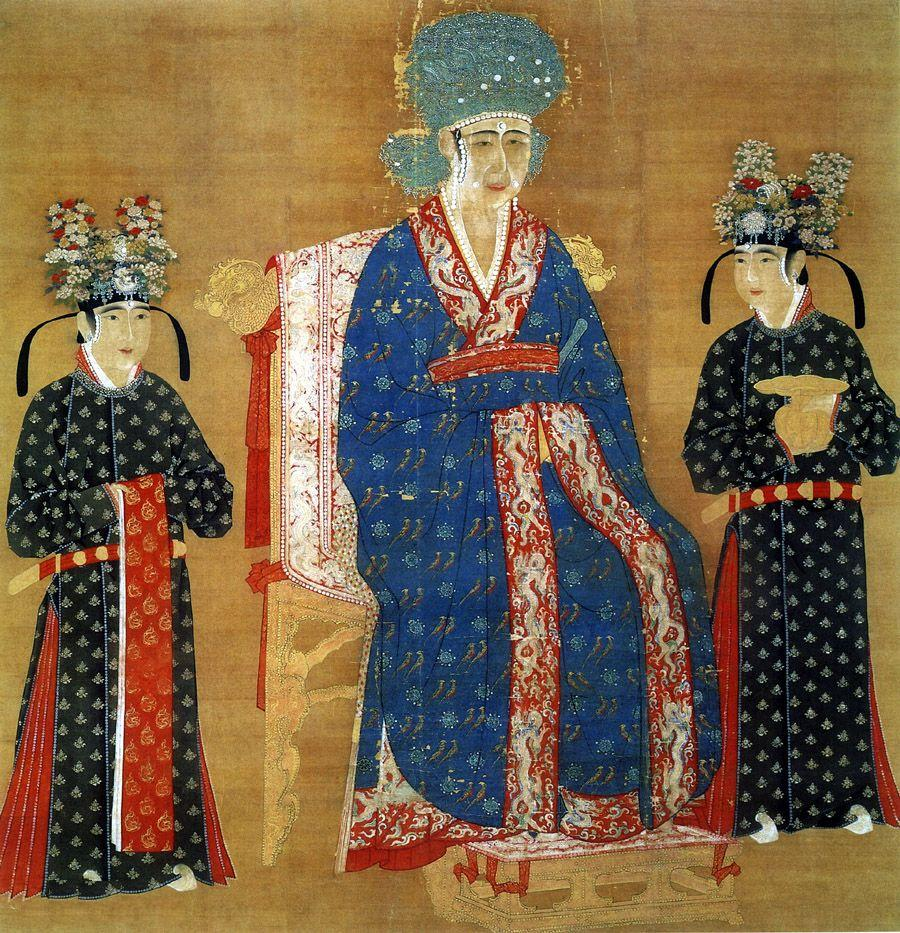
Portrait officiel de la cour chinoise de l'impératrice Cao (épouse de Song Renzong) de la dynastie Song

La peinture de portrait est un genre de la peinture où l'intention est de montrer l'apparence visuelle du modèle. Le terme est généralement appliqué à la représentation de sujets humains. En plus de la peinture, les portraits peuvent également être faits au moyen d'autres médias tels que gravure, lithographie, photographie, vidéo et médias numériques.
Le terme « peinture de portrait » peut également décrire le portrait peint véritable. Les portraitistes peuvent créer leur œuvre sur commande pour les personnes publiques et privées ou ils peuvent être inspirés par admiration ou affection pour le sujet. Les portraits constituent souvent d'importants documents de l'État et des familles, ainsi que des souvenirs.
Historiquement, les peintures de portrait célèbrent principalement les riches et les puissants. Au fil du temps cependant, il est devenu plus commun pour les clients de la classe moyenne de faire réaliser des portraits de leurs familles et collègues. Aujourd'hui, les peintures de portrait sont encore commissionnées par des gouvernements, des sociétés, des groupes, des clubs et des particuliers.

## Technique et pratique

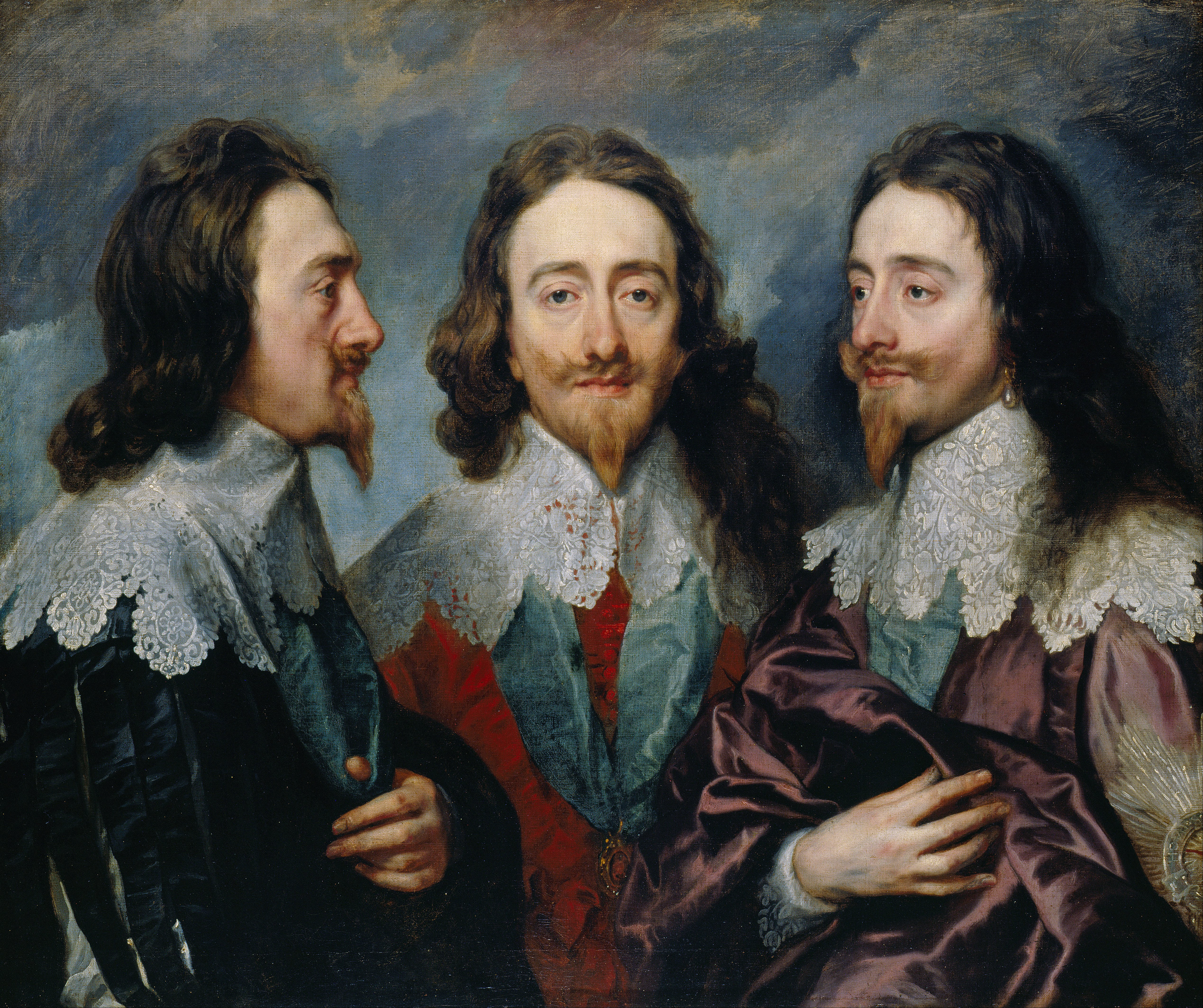
Antoine van Dyck, le Triple portrait de Charles Ier, 1635-1636, montre le profil, le visage plein et une vue de trois-quarts destiné à être envoyé à Bernini à Rome, qui doit sculpter un buste de ce modèle.

Un portrait bien exécuté doit montrer l'essence intime de l'objet (du point de vue de l'artiste) ou une représentation flatteuse, et pas seulement une ressemblance littérale. Comme l'écrit Aristote : « Le but de l'art n'est pas de présenter l'aspect extérieur des choses mais leur signification intérieure; pour cela, l'apparence externe et les détails ne constituent pas la vraie réalité ». Les artistes peuvent tendre au réalisme photographique ou à une similitude impressionniste en représentant leur sujet mais cela diffère d'une caricature qui tente de révéler le caractère par exagération des traits physiques. L'artiste tente généralement un portrait représentatif, comme l'écrit Edward Burne-Jones : « La seule expression admissible dans un grand portrait est l'expression du caractère et de la qualité morale, rien de ce qui est temporaire, éphémère, ou accidentel ».
Dans la plupart des cas, cela se traduit par un regard grave et des lèvres closes, quoi que ce soit au-delà d'un léger sourire étant plutôt rare historiquement. Ou, comme le dit Charles Dickens : « Il n'y a que deux styles de peinture de portrait : le sérieux et le sourire affecté ». Même en tenant compte de ces limites, une gamme complète d'émotions subtiles est possible, de la calme menace au doux contentement. Cependant, avec une bouche relativement neutre, une grande partie de l'expression du visage doit être créée avec les yeux et les sourcils. Comme le déclare l'écrivain et artiste Gordon C. Aymar : « les yeux sont le lieu où l'on cherche l'information la plus complète, fiable et pertinente » sur le sujet. Et les sourcils peuvent signifier, « presque à eux seuls, l'émerveillement, la pitié, la peur, la douleur, le cynisme, la concentration, la nostalgie, le mécontentement et l'attente, en infinies variations et combinaisons ».
La peinture de portrait peut représenter l'objet sur « toute la longueur », en « demi-longueur », « tête et épaules » (également appelés un buste), ou « tête », ainsi que de profil, de trois-quarts ou « plein visage », avec des directions différentes de lumière et d'ombre. Les artistes créent de temps en temps, des portraits à partir de multiples points de vue comme le fait Antoine van Dyck avec son Triple portrait de Charles Ier. Il existe même quelques portraits où l'avant du sujet n'est pas visible du tout. Le Christina's World de Andrew Wyeth (1948) en est un exemple célèbre, où la pose de la jeune fille infirme tournant le dos au spectateur s'intègre avec l'environnement dans lequel elle est placée pour transmettre l'interprétation de l'artiste.
Un autre exemple de portrait vu de trois-quarts, dans ce cas en photographie, se trouve dans l'article Portrait.

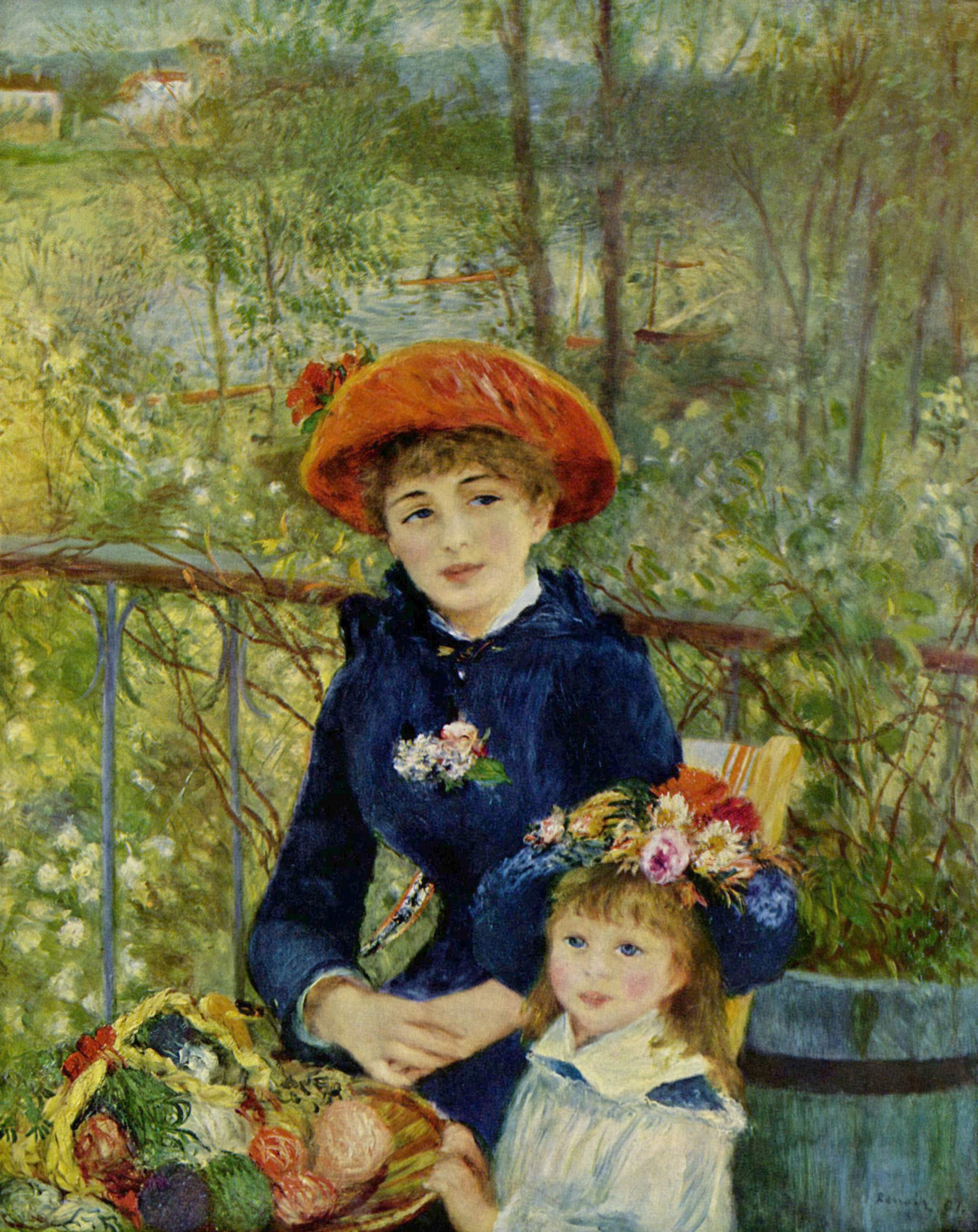
Pierre-Auguste Renoir, Sur la terrasse, 1881

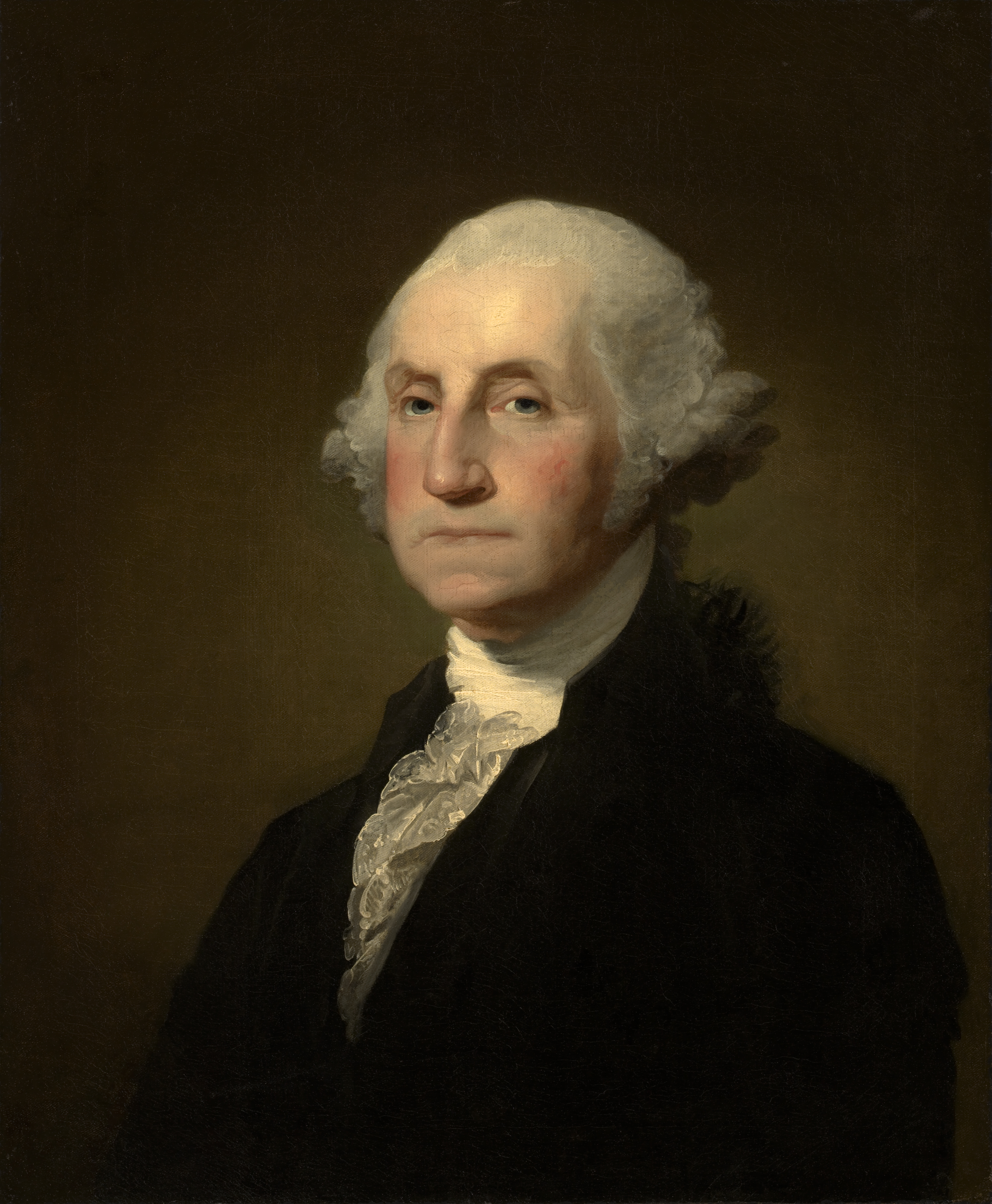
Gilbert Stuart, Portrait de George Washington, c.1796

Parmi les autres variations possibles, le sujet peut être habillé ou nu; à l'intérieur ou à l'extérieur; debout, assis, couché ou même monté à cheval. Les peintures de portrait peuvent représenter des individus, des couples, des parents et des enfants, des familles ou des groupes collégiaux. Ils peuvent être créés avec différents matériaux, dont l'huile, l'aquarelle, le stylo, le crayon, le charbon de bois, le pastel et des techniques mixtes. Les artistes peuvent utiliser une large palette de couleurs comme avec Sur la terrasse de Pierre-Auguste Renoir (1881) ou se limiter essentiellement au blanc ou noir, comme Gilbert Stuart dans son Portrait de George Washington (1796).
Parfois, la taille globale du portrait est une considération importante. Les énormes portraits de Chuck Close, créés en vue de leur exposition dans les musées, diffèrent grandement de la plupart des portraits conçus pour s'adapter à la maison ou pour voyager facilement avec le client. Souvent, un artiste prend en compte l'endroit où le portrait définitif sera suspendu ainsi que les couleurs et le style de la décoration environnante.
La création d'un portrait peut prendre un temps considérable, nécessitant habituellement plusieurs séances de pose. Cézanne, par exemple, demande plus de 100 séances à son sujet. Goya, de son côté, préfère une séance d'une longue journée. La moyenne est de quatre séances. Les portraitistes présentent parfois à leur modèle un portefeuille de dessins ou de photos à partir duquel celui-ci choisira une pose préférée, tout comme Sir Joshua Reynolds. Certains, comme Hans Holbein le Jeune font un dessin du visage, puis remplissent le reste du tableau sans modèle. Au XVIIIe siècle, il faut généralement environ un an pour offrir un portrait complet à un client.
Gérer les attentes et l'humeur du modèle est un grave problème pour l'artiste de portrait. Quant à la fidélité du portrait à l'apparence du modèle, les portraitistes sont généralement cohérents dans leur approche. Les clients qui s'adressent à Sir Joshua Reynolds savent qu'ils obtiendront un résultat flatteur tandis que ceux de Thomas Eakins savent qu'ils doivent s'attendre à un portrait réaliste et impitoyable. Certains sujets expriment de fortes préférences, d'autres laissent l'artiste décider de tout. La requête d'Oliver Cromwell est célèbre qui exige que son portrait montre « toutes ces aspérités, ces boutons, ces verrues, et tout ce que vous me voyez, sinon je ne paierai jamais un sou pour lui ».
Après avoir mis le modèle à l'aise et en l'encourageant à prendre une pose naturelle, l'artiste étudie son sujet, à la recherche d'une expression du visage parmi de nombreuses possibilités, qui satisfasse son concept de l'essence de la personne. La posture du sujet est également examinée avec soin pour révéler l'état émotionnel et physique du modèle, comme l'est le costume. Pour conserver le modèle engagé et motivé, l'artiste habile conserve souvent un comportement et une conversation agréables. Élisabeth Vigée-Lebrun conseille à ses collègues artistes de flatter les femmes et de complimenter leur apparence pour obtenir leur coopération au cours de la séance.
La maîtrise de la connaissance du corps humain est essentielle à l'exécution réussie du portrait. Les visages humains sont asymétriques et les artistes habiles reproduisent cette caractéristique avec de subtiles différences de gauche à droite. Les artistes ont besoin d'être informés sur la structure osseuse et des tissus sous-jacents pour faire un portrait convaincant.

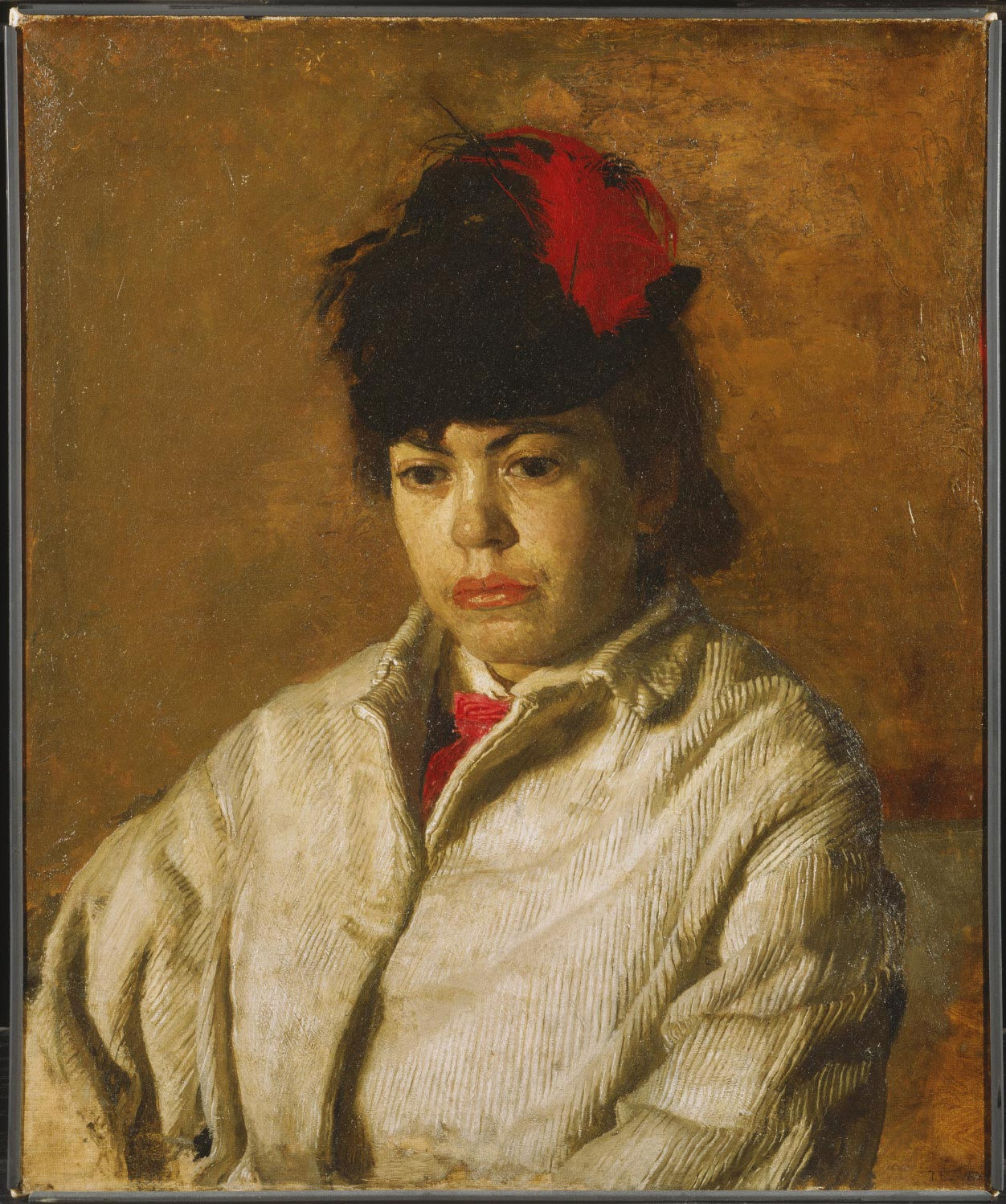
Margaret en costume de patinage par Thomas Eakins.

Pour des compositions complexes, l'artiste peut tout d'abord faire un croquis complet au crayon, à l'encre, au fusain ou à l'huile ce qui est particulièrement utile si le temps disponible du modèle est limité. Dans le cas contraire, la forme générale, puis une ressemblance grossière se dessinent sur la toile au crayon, au fusain ou avec une fine esquisse à l'huile. Dans de nombreux cas, le visage est achevé en premier et le reste par la suite. Dans les ateliers de la plupart des grands portraitistes, le maître ne fait que la tête et les mains, tandis que les vêtements et le fond seront complétés par les principaux apprentis. Il y a même des spécialistes externes auxquels sont confiés des éléments spécifiques tels que les rideaux et les vêtements, comme Joseph van Aken par exemple. Certains artistes dans le passé ont utilisé  des poupées pour aider à établir et exécuter la pose et les vêtements. L'emploi d'éléments symboliques placés autour du modèle (dont des signes, des objets domestiques, des animaux et des plantes) est souvent utilisé pour encoder la peinture avec le caractère moral ou religieux du sujet, ou avec des symboles représentant le métier du sujet, ses intérêts ou son statut social. Le fond peut être totalement noir et sans contenu ou une scène pleine qui place le modèle au sein de son milieu social ou de ses loisirs.
Les autoportraits sont généralement produits à l'aide d'un miroir, et le résultat fini est un portrait en miroir, ce qui constitue un renversement de ce qui se passe pour un portrait normal lorsque modèle et artiste sont situés à l'opposé l'un de l'autre. Dans un autoportrait, un artiste droitier semble tenir le pinceau dans la main gauche, à moins que l'artiste ne corrige délibérément l'image ou n'utilise un second miroir d'inversion tout en peignant.

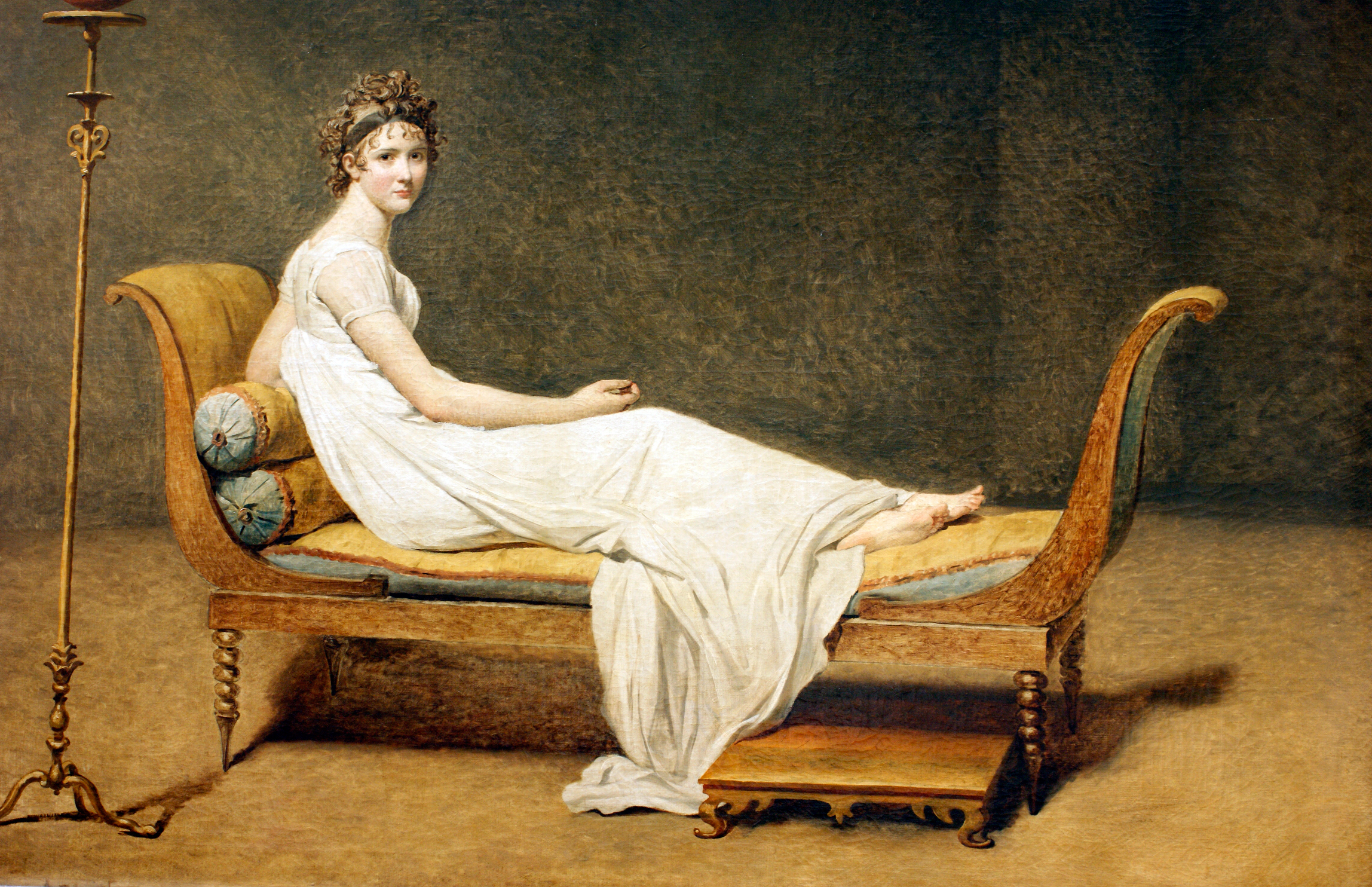
Jacques-Louis David, Portrait de madame Récamier (1800), musée du Louvre, Paris

Parfois le client ou la famille du client ne sont pas satisfaits du portrait achevé et l'artiste est obligé de le retoucher ou de le refaire ou de se retirer de la commission sans être payé, endurant l'humiliation de l'échec. Le célèbre portrait de madame Récamier de Jacques-Louis David , très populaire dans les expositions, a été rejeté par son modèle, comme l'a été le fameux Portrait de Madame X de John Singer Sargent. Le portrait du Général George Washington par John Trumbull a été refusé par le comité qui l'avait commissionné. Le notoirement irritable Gilbert Stuart a une fois répondu à l'insatisfaction d'un client avec le portrait de sa femme en rétorquant : « Vous m'avez apporté une pomme de terre, et vous vous attendiez à une pêche! ».
Un portrait réussi, cependant, peut gagner la reconnaissance à vie d'un client. Le comte Balthazar était si heureux avec le portrait que Raphaël avait créé de son épouse vers elle qu'il dit à l'artiste, « Votre peinture ... seule peut alléger mes soucis. Cette image est mon délice;. Je dirige mes sourires vers elle, elle est ma joie ».

## Histoire

### Antiquité

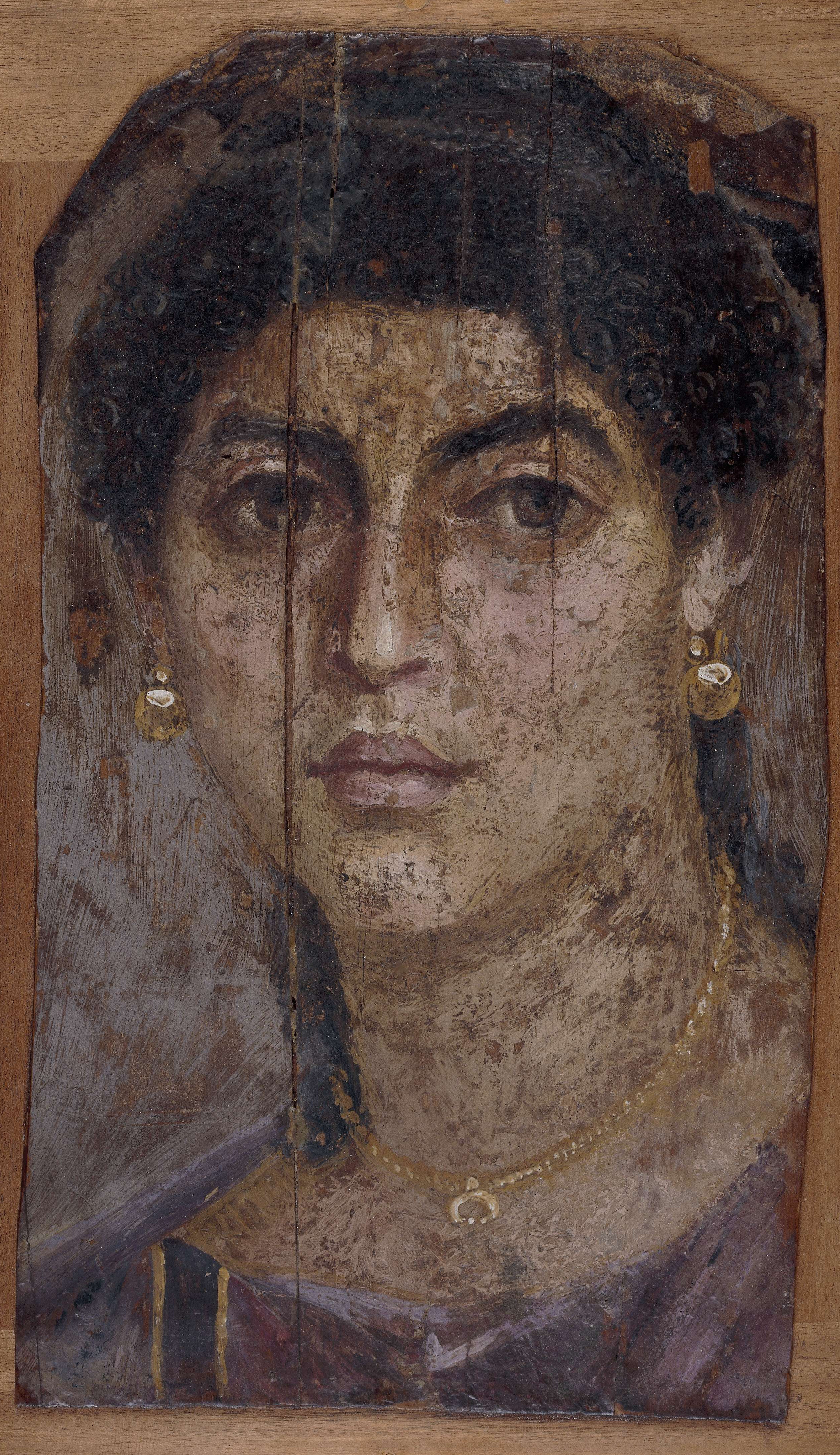
Portrait funéraire romano-égyptien d'une femme

Les racines de l'art du portrait remontent probablement aux temps préhistoriques, bien que peu de ces œuvres nous soient parvenues. Dans l'art des civilisations antiques du croissant fertile, en particulier en Égypte, les représentations des dirigeants et des dieux abondent. Cependant, la plupart d'entre elles sont faites de façon très stylisée, et la plupart de profil, le plus souvent sur la pierre, le métal, l'argile, le plâtre ou le cristal. Le portrait égyptien place relativement peu l'accent sur la ressemblance, du moins jusqu'à la période d'Akhénaton au XIVe siècle av. J.-C. La peinture de portraits de notables en Chine remonte probablement à plus de 1000 av. J.-C. bien que nous n'en possédions aucune de cette période. Les portraits chinois dont nous disposons remontent à 1000 ans av. J.-C.
À partir des témoignages littéraires nous savons que la peinture de la Grèce antique inclut la portraiture, souvent très précise si l'on en croit les louanges des écrivains, mais aucun exemple peint n'en reste. Les têtes sculptées des dirigeants et des personnalités célèbres comme Socrate existent en certain nombre et comme les bustes individualisés des portraits hellénistiques sur pièces de monnaie, elles montrent que l'art grec du portrait peut obtenir une bonne ressemblance et les sujets sont représentés avec relativement peu de flatterie - les portraits de Socrate montrent pourquoi il avait la réputation d'être laid. Les successeurs d'Alexandre le Grand commencent la pratique d'ajouter sa tête (comme visage déifié) à leurs pièces et utilisent rapidement les leurs.
La portraiture romaine adopte les traditions du portrait à la fois des Étrusques et des Grecs et développe une tradition très forte, liée à leur usage religieux des portraits d'ancêtres, ainsi qu'à la politique romaine. Encore une fois, les quelques peintures survivantes dans les portraits du Fayoum, la tombe d'Aline et le Tondo severiano, toutes d'Égypte sous la domination romaine, sont clairement des productions provinciales qui reflètent plutôt les styles grecs que les styles romains, mais nous possédons une multitude de têtes sculptées, dont de nombreux portraits individualisés de tombes de la classe moyenne, et des milliers de types de portraits de pièces de monnaie.
Une grande partie du plus grand groupe de portraits peints sont des peintures funéraires qui ont survécu à la sécheresse du climat du district égyptien du Fayoum, datant du IIe au IVe siècle apr. J.-C. Ce sont presque les seules peintures de l'époque romaine qui ont survécu, à part les fresques, bien que l'on sache d'après les écrits de Pline l'Ancien que l'art du portrait est bien établi à l'époque grecque et pratiqué par les artistes hommes et femmes. En son temps, Pline se plaint de l'état de déclin de l'art du portrait romain, « La peinture de portraits qui sert à transmettre à travers les âges les ressemblances précises des personnes, a entièrement disparu ... l'indolence a détruit les arts ». Ces portraits plein visage de l’Égypte romaine sont d'heureuses exceptions. Ils présentent un sens assez réaliste des proportions et des détails individuels (même si les yeux sont généralement sur-dimensionnés et que le talent artistique varie considérablement d'un artiste à l'autre). Les portraits du Fayoum ont été peints sur bois ou ivoire en cire et en couleurs de résine (encaustique) ou tempera et insérés dans l'enveloppe des momies afin de rester avec le corps pour l'éternité.
Tandis que le nombre des peintures de portraits de personnes se tenant debout diminue à Rome, l'art du portrait prospère dans la sculpture romaine où les modèles réclament du réalisme, même s'il est peu flatteur. Au cours du IVe siècle, le portrait sculpté domine avec le retour en faveur d'une symbolique idéalisée de ce à quoi la personne ressemblait. (Comparer les portraits des empereurs romains Constantin Ier et Théodose Ier). Durant la période de l'Antiquité tardive, l'intérêt pour la ressemblance des individus décline considérablement et la plupart des portraits des pièces de monnaie romaines tardives et des diptyques consulaires ne sont guère individualisés du tout, même si à la même époque l'art paléochrétien développe des images assez standardisées pour la représentation de Jésus et des autres principales figures de l'art chrétien tels que Jean le Baptiste et Pierre l'apôtre.

### Moyen-Âge

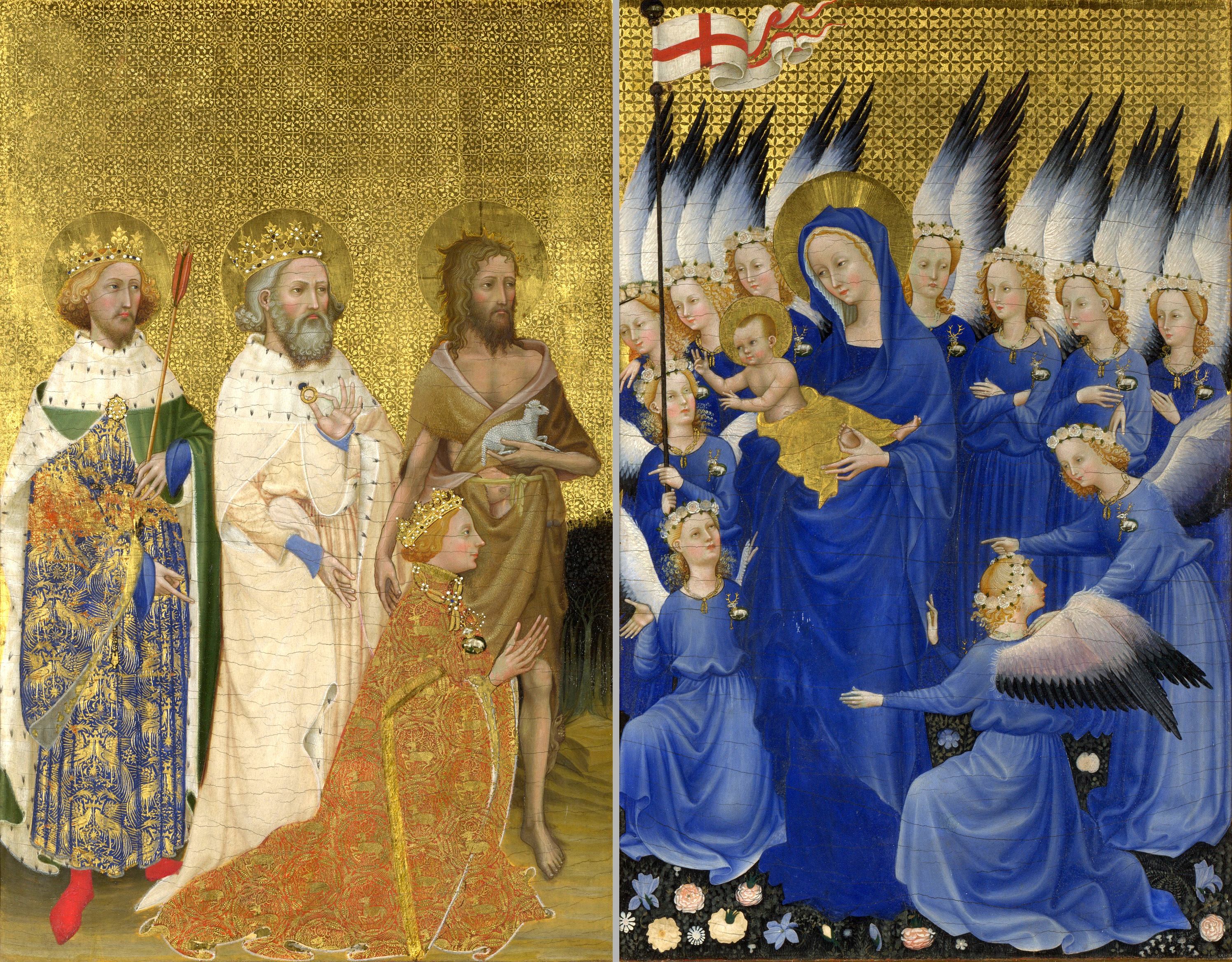
Petit diptyque privé de Wilton pour Richard II d'Angleterre, c. 1400, avec fond d'or embouti et beaucoup de bleu outremer.

La plupart des premiers portraits médiévaux sont des portraits de donateurs, d'abord essentiellement des papes en mosaïques et enluminures romaines, un bon exemple en étant un autoportrait de l'écrivain, mystique, scientifique, illuminateur, et musicien Hildegarde de Bingen (1152). Comme pour les pièces de monnaie contemporaines, peu d'efforts sont faits visant à la ressemblance. Les monuments de tombe en pierre se répandent au cours de la période romane. Entre 1350 et 1400, les personnalités laïques commencent à réapparaître sur les fresques et les peintures de panneau, comme dans le Charles IV recevant fidélité de Maître Théodoric et les portraits redeviennent de claires ressemblances. Vers la fin du siècle, les premiers portraits à l'huile d'individus contemporains, peints sur de petits panneaux de bois, émergent en Bourgogne et en France, d'abord sous forme de profils puis selon d'autres points de vue. Le diptyque de Wilton de ca. 1400 est l'un des deux portraits de panneau survivants de Richard II d'Angleterre, le premier roi d'Angleterre pour lequel nous avons des exemples contemporains. Parmi les maîtres majeurs des primitifs flamands du portrait figurent Jan van Eyck, Robert Campin et Rogier van der Weyden. 
Les portraits de donateurs commencent à être présentés comme cadeau, tableaux sur lesquels ils participent aux principales scènes sacrées représentées, et sur les images de cour plus privées, les sujets apparaissent même en personnages importants, comme la Vierge Marie.

### Renaissance

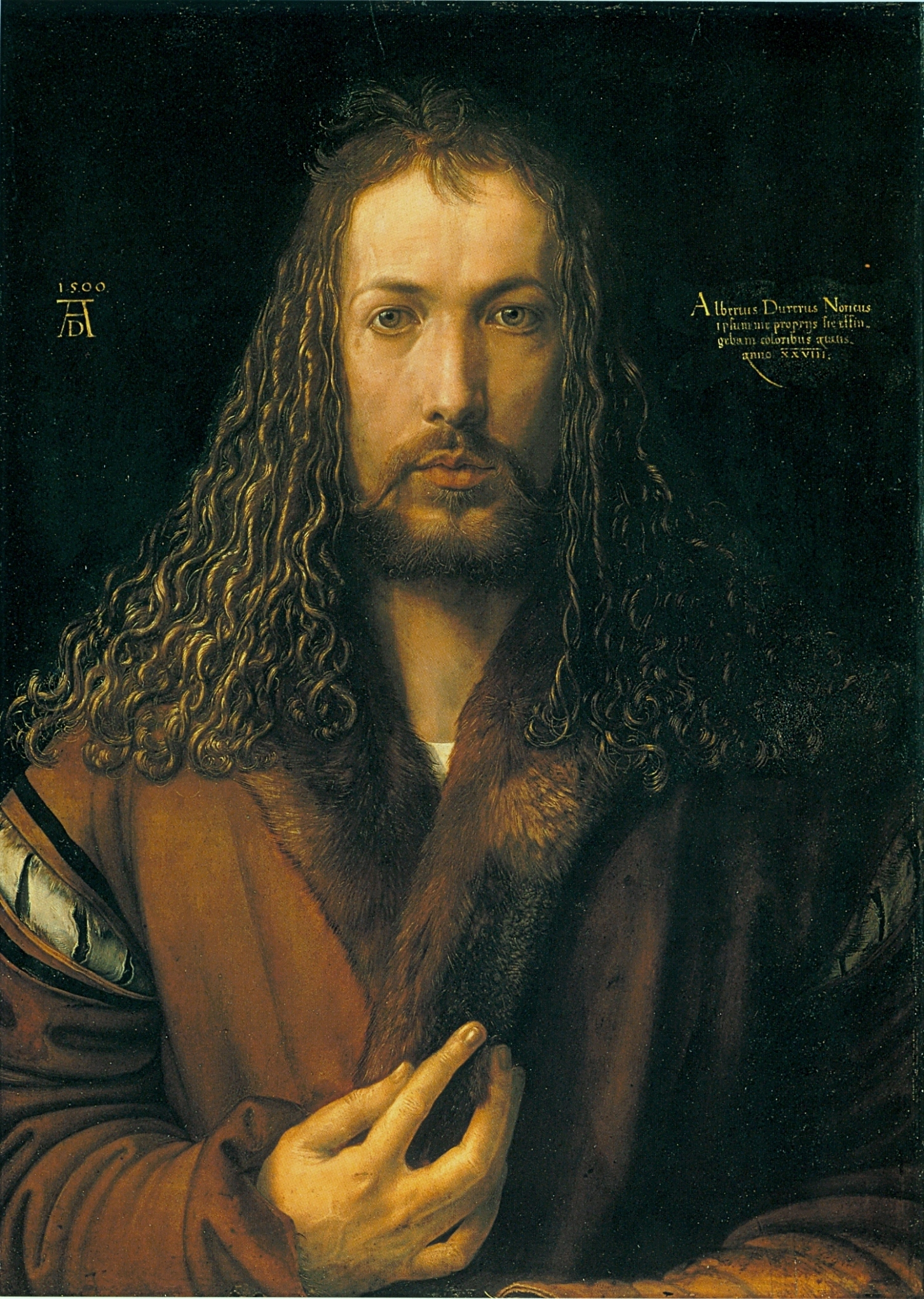
Albrecht Dürer, Autoportrait, 1500

La Renaissance marque un tournant dans l'histoire de l'art du portrait. En partie par intérêt pour le monde naturel et en partie par intérêt pour les cultures classiques de la Grèce antique et de Rome, les portraits - à la fois peints et sculptés - jouent un rôle important dans la société de la Renaissance et sont appréciés comme des objets et des représentations de la réussite et du statut terrestres. La peinture en général atteint un nouveau niveau d'équilibre, d'harmonie et de compréhension et les plus grands artistes (Leonardo, Michelangelo et Raphaël) sont considérés comme des « génies », s'élevant bien au-dessus de l'état de commerçant à celui de serviteurs de valeur de la cour et de l'Église.
De nombreuses innovations dans les différentes formes de l'art du portrait apparaissent au cours de cette période fertile. La tradition du portrait miniature commence, qui reste populaire jusqu'à l'âge de la photographie, et se développe hors des compétences des peintres de miniatures de manuscrits enluminés. Les portraits de profil, inspirés des médaillons anciens, sont particulièrement populaires en Italie entre 1450 et 1500. Les médailles, avec leurs images recto-verso, inspirent également une vogue éphémère pour les peintures de ce type au début de la Renaissance. La sculpture classique, telle que l'Apollon du Belvédère, influence également le choix des poses utilisés par les portraitistes de la Renaissance, poses qui sont restées en usage au travers des siècles.
Les artistes d'Europe du Nord ouvrent la voie à des portraits réalistes de sujets profanes. Le plus grand réalisme et les détails des artistes du Nord au cours du XVe siècle sont dus en partie à une touche de pinceau plus légère et à des effets possibles avec la peintures à l'huile, tandis que les peintres italiens et espagnols utilisent encore la tempera. Parmi les premiers peintres à développer la technique de l'huile se trouve Jan van Eyck. Les couleurs à l'huile peuvent produire plus de texture et de nuances d'épaisseur et peuvent être couchées plus efficacement, avec l'ajout de couches de plus en plus épaisses l'un sur l'autre (technique connue des peintres sous le nom « gras sur maigre »). En outre, les couleurs à l'huile sèchent plus lentement, permettant à l'artiste de faire aisément des changements, tels que la modification de détails du visage. Antonello da Messina est l'un des premiers Italiens à tirer parti de l'huile. Formé en Belgique, il s'installe à Venise vers 1475 et exerce une influence majeure sur Giovanni Bellini et l'école italienne du Nord. Au cours du XVIe siècle, l'huile comme matériau gagne en popularité dans toute l'Europe, ce qui permet des rendus plus somptueux des vêtements et des bijoux. Par ailleurs, la qualité des images est aussi affectée par le passage des panneaux de bois aux toiles, transition qui commence en Italie au début du XVIe siècle et s'étend à l'Europe du Nord au cours du siècle suivant. Les toiles résistent mieux à la fissuration que le bois, retiennent mieux les pigments et nécessitent moins de préparation, mais elles sont d'abord beaucoup plus rares que le bois.
Plus tôt, les Européens du Nord abandonnent la peinture de profil et commencent à produire des portraits de volume et de perspectives réalistes. Aux Pays-Bas, Jan van Eyck est un portraitiste de premier plan. Les époux Arnolfini (1434, National Gallery, London) est un jalon de l'art occidental, premier exemple d'un portrait de couple en pleine longueur, superbement peint dans des couleurs riches et dans les moindres détails. Mais tout aussi important, le tableau met en valeur la technique nouvellement développée de la peinture à l'huile mise au point par van Eyck, qui révolutionne l'art et se propage à travers l'Europe.

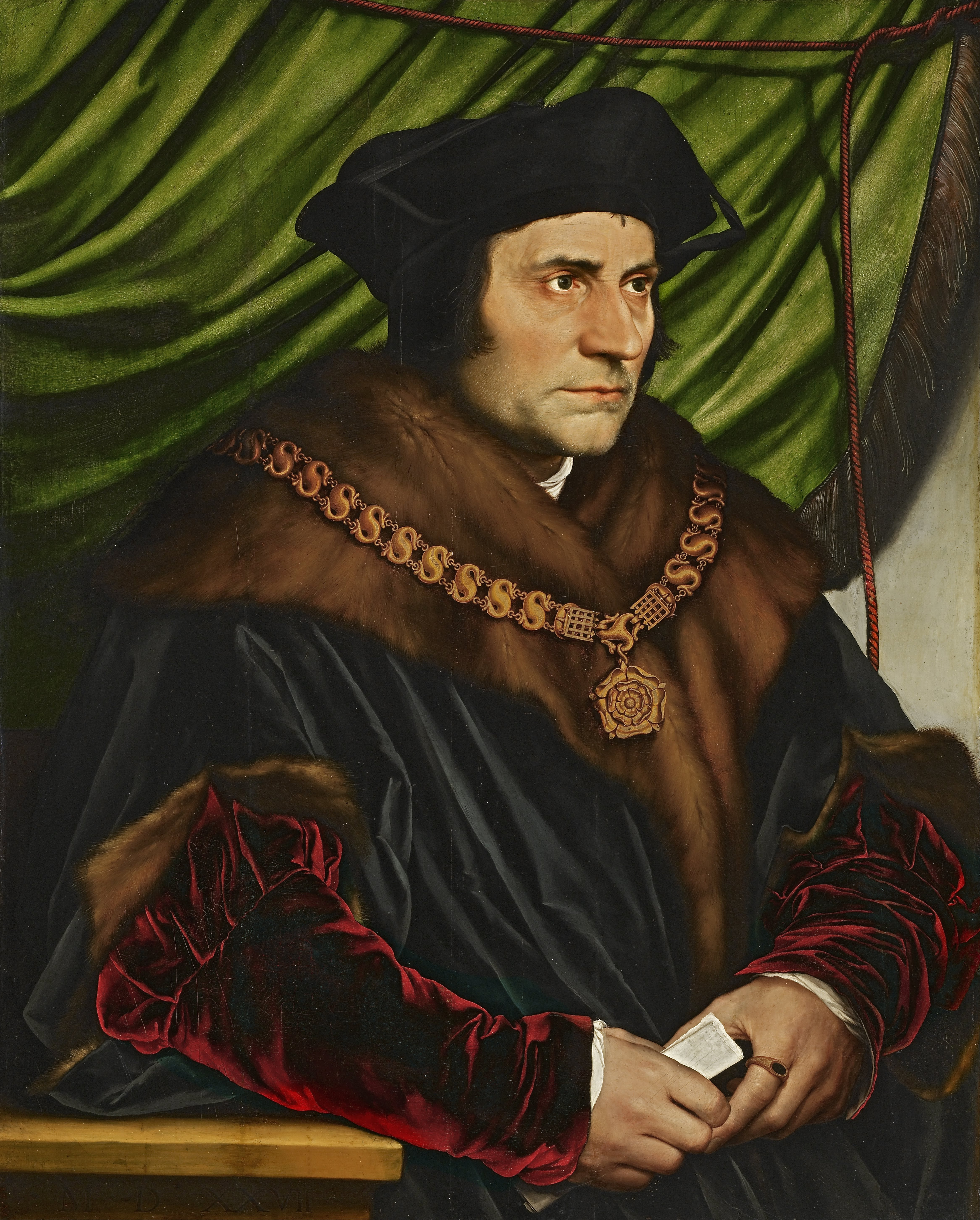
Hans Holbein le jeune, Portrait de Thomas More, 1527

Parmi les maîtres portraitistes allemands, Lucas Cranach, Albrecht Dürer et Hans Holbein le Jeune, maîtrisent tous la technique de la peinture à l'huile. Cranach est un des premiers artistes à peindre sur commissions des tableaux grandeur nature en pleine longueur, tradition devenue populaire à partir de lui. À cette époque, l'Angleterre n'a pas de portraitistes de premier rang et des artistes tels que Holbein sont recherchés par les clients anglais. Sa peinture de Sir Thomas More (1527), son premier mécène important en Angleterre, a presque le réalisme d'une photographie. Holbein connaît un grand succès en peignant la famille royale, dont Henry VIII. Dürer est un dessinateur hors pair et l'un des premiers grands artistes à faire une séquence d'autoportraits, dont une peinture de face. Il place également son visage en autoportrait (comme spectateur) dans plusieurs de ses peintures religieuses. Dürer commence à réaliser des autoportraits à l'âge de treize ans. Plus tard, Rembrandt va amplifier cette tradition.
En Italie, Masaccio ouvre la voie à la modernisation de la fresque en adoptant une perspective plus réaliste. Filippo Lippi quant à lui ouvre la voie à l'élaboration de contours plus nets et de lignes sinueuses et son élève Raphael développe le réalisme en Italie à un niveau beaucoup plus élevé dans les décennies suivantes avec ses monumentales peintures murales. À cette époque, le portrait de fiançailles devient populaire, une spécialité de Lorenzo Lotto. Au début de la Renaissance, les portraits peints sont généralement de petite taille et parfois fermés par des couvercles de protection, à charnières ou coulissantes.
Pendant la Renaissance, les noblesses florentine et milanaise en particulier, veulent des représentations plus réalistes d'elles-mêmes. Le défi de créer des images complète et de trois-quarts convaincantes stimule l'expérimentation et l'innovation. Sandro Botticelli, Piero della Francesca, Domenico Ghirlandaio, Lorenzo di Credi, Léonard de Vinci et d'autres artistes élargissent leur technique en conséquence, ajoutant le portrait à des sujets religieux et classiques traditionnels. Léonardo et Pisanello sont parmi les premiers artistes italiens à ajouter des symboles allégoriques dans leurs portraits profanes.

Leonardo da Vinci, Mona Lisa ou La Joconde, 1503–1505/1507

L'un des portraits les plus connus dans le monde occidental est la peinture de Léonard de Vinci intitulé Mona Lisa, nommé d'après Lisa del Giocondo,, membre de la famille Gherardini de Florence et Toscane et épouse d'un riche marchand de soie florentin, Francesco del Giocondo. Le célèbre « sourire de La Joconde » est un excellent exemple de l'application de la subtile asymétrie à un visage. Dans ses carnets, Leonardo conseille sur les qualités de la lumière dans la peinture de portrait :
« Un très haut degré de grâce dans la lumière et l'ombre est ajouté aux visages de ceux qui sont assis dans les passages de porte des chambres qui sont sombres, où les yeux de l'observateur voient la partie ombragée du visage obscurcie par l'ombre de la salle, et voient la partie éclairée du visage avec l'éclat supplémentaire que lui donne l'air. Grâce à cette augmentation des ombres et des lumières, il est donné plus de relief au visage »
Léonardo est un des élèves de Verrocchio. Après être devenu un membre de la Guilde des peintres, il commence à accepter des commissions indépendantes. En raison de ses vastes intérêts et conformément à son esprit scientifique, sa production de dessins et d'études préliminaires est immense bien que sa production artistique finie soit relativement faible. Ses autres portraits mémorables incluent ceux des femmes de la noblesse Ginevra de’ Benci et Cecilia Gallerani.
Les portraits survivants de commission de Raphaël sont beaucoup plus nombreux que ceux de Leonardo et ils montrent une plus grande variété de poses, d'éclairages et de techniques. Plutôt que de produire des innovations révolutionnaires, la grande réussite de Raphaël est de consolider et de raffiner l'évolution des courants de l'art de la Renaissance. Il est particulièrement expert dans le portrait de groupe. Son chef-d'œuvre L'École d'Athènes est l'une des fresques de groupes les plus importantes, contenant les portraits de Léonard de Vinci, Michel-Ange, Bramante et Raphaël lui-même, sous le couvert de philosophes de l'Antiquité. Ce n'est pas le premier portrait de groupe d'artistes. Des dizaines d'années auparavant, Paolo Uccello a peint un portrait de groupe comprenant Giotto, Donatello, Antonio Manetti et Brunelleschi. Comme il gagne en importance, Raphaël devient un des portraitistes préférés des papes. Alors que de nombreux artistes de la Renaissance acceptent avec impatience les commandes de portraits, quelques artistes les refusent, notamment Michel-Ange, rival de Raphaël, qui à la place entreprend les énormes commissions de la Chapelle Sixtine.
À Venise vers 1500, Gentile Bellini et Giovanni Bellini dominent la peinture de portrait. Ils reçoivent les commissions les plus élevées des hauts responsables de l'État. Le portrait par Bellini du doge Loredan est considéré comme l'un des plus beaux portraits de la Renaissance et démontre habilement la maîtrise par l'artiste des techniques nouvellement arrivées de la peinture à l'huile. Bellini est aussi l'un des premiers artistes en Europe à signer son travail, bien qu'il les date rarement. Plus tard au cours du XVIe siècle, Titien assume essentiellement le même rôle, notamment en élargissant la variété des poses et des séances de ses sujets royaux. Il est peut-être le premier grand portraitiste d'enfants. Après que Titien a succombé à la peste, Tintoretto et Véronèse, devenus les premiers artistes vénitiens, contribuent à la transition vers le maniérisme italien. Les maniéristes créent de nombreux portraits exceptionnels qui mettent l'accent sur la richesse matérielle et les élégantes et complexes poses, comme dans les œuvres d'Agnolo Bronzino et Jacopo da Pontormo. Bronzino bâtit sa renommée en peignant la maison de Médicis. Son audacieux portrait de Cosme Ier de Toscane, montre l'austère maître en armure avec un œil méfiant regardant à son extrême droite, en contraste frappant avec la plupart des peintures royales qui montrent leurs modèles comme des souverains bienveillants. El Greco, qui s'est formé à Venise pendant douze ans, va dans une direction plus extrême après son arrivée en Espagne, en soulignant sa « vision intérieure » du modèle au point de diminuer la réalité de l'apparence physique. Un des meilleurs portraitiste de l'Italie du XVIe siècle est Sofonisba Anguissola de Crémone, qui introduit de nouveaux niveaux de complexité dans ses portraits individuels et de groupe.
Le portrait de cour en France commence lorsque artiste flamand Jean Clouet peint son opulent portrait de François Ier de France vers 1525. Le roi François Ier est un grand mécène des artistes et un avide collectionneur d'art qui invite Léonard de Vinci à vivre en France pendant ses dernières années. La Mona Lisa  reste en France après que Léonardo y est mort.

### Baroque et rococo

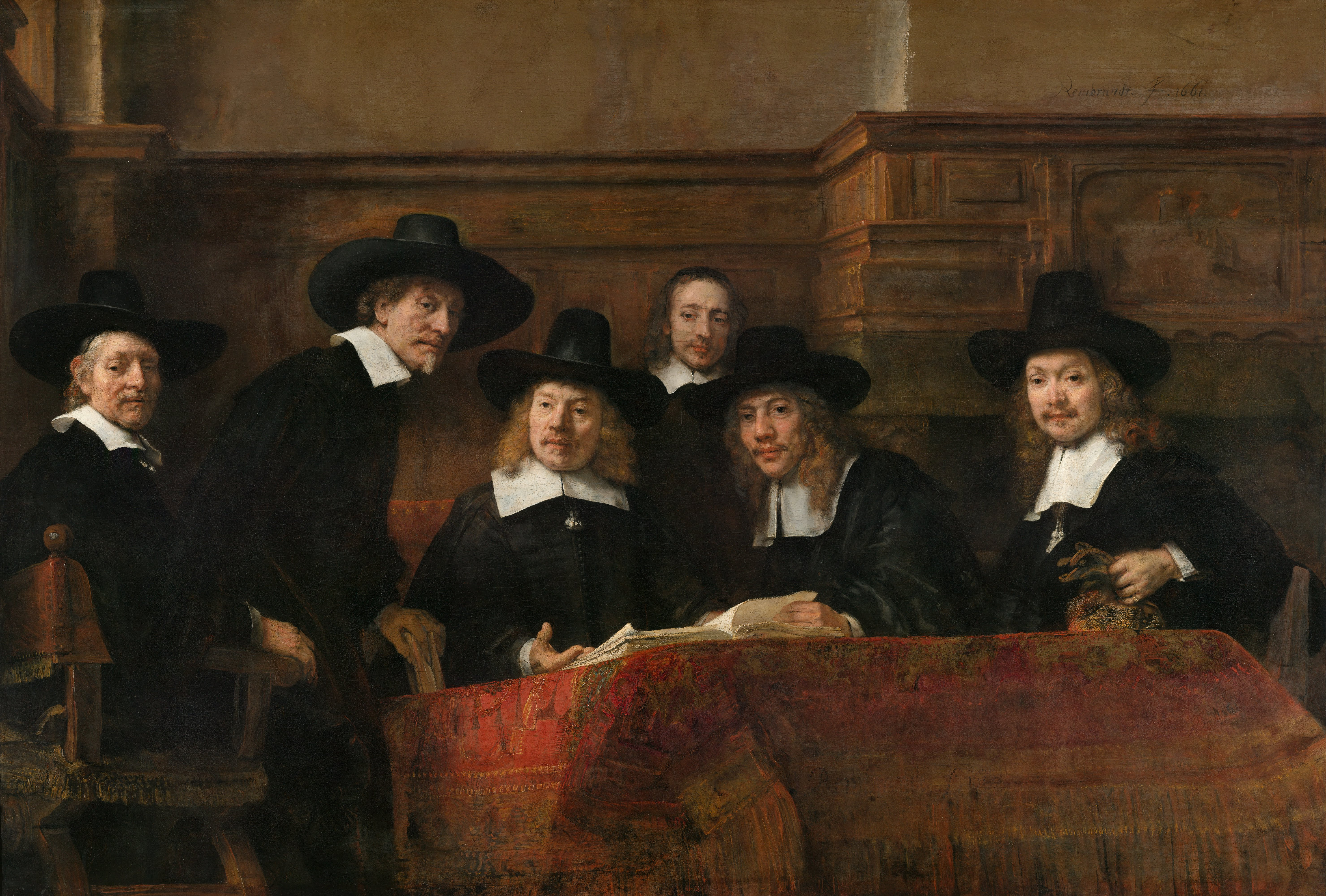
Le Syndic de la guilde des drapiers, portrait de groupe de Rembrandt, 1662.

Durant les périodes du Baroque et du Rococo (XVIIe et XVIIIe siècles respectivement), les portraits deviennent des témoignages encore plus importants du statut social et de la position des modèles. Dans une société de plus en plus dominée par les dirigeants séculiers des puissantes cours européennes, les images de personnages richement vêtus sont un moyen d'affirmer l'autorité des personnes importantes. Les peintres flamands Sir Antoine van Dyck et Pierre Paul Rubens excellent dans ce type de portraiture tandis que Jan Vermeer réalise des portraits essentiellement de la classe moyenne, au travail ou dans ses intérieurs. Le portrait de Rubens de lui-même et de sa première femme (1609) dans leur tenue de mariage est un exemple virtuose du portrait de couple. La renommée de Rubens s'étend au-delà de son art, il est courtisan, diplomate, collectionneur d'art et homme d'affaires prospère. Son atelier est l'un des plus vastes de cette époque et emploie des spécialistes de natures mortes, de paysages, d'animaux et de scènes de genre en plus de l'art du portrait. Van Dyck s'y forme pendant deux ans. Charles Ier d'Angleterre fait d'abord appel à Rubens puis fait venir van Dyck en tant que peintre de cour, l'adoube et lui confère le statut de cour. Van Dyck n'adopte pas seulement les méthodes de production et les compétences en affaires de Rubens mais aussi son apparence et ses manières élégantes. On dit de lui qu'« Il va toujours magnifiquement vêtu, possède un nombreux et galant équipage et tient une si noble table dans son appartement que peu princes reçoivent plus de visites ou sont mieux servis ». En France, Hyacinthe Rigaud domine de la même manière, remarquable chroniqueur de la royauté, et peint les portraits de cinq rois français.
L'une des innovations de l'art de la Renaissance est le rendu amélioré des expressions du visage pour accompagner des émotions différentes. En particulier, le peintre hollandais Rembrandt explore les nombreuses expressions du visage humain, en particulier en tant que l'un des premiers autoportraitistes (dont il peint plus de 60 tableaux au cours de sa vie). Cet intérêt pour le visage humain favorise également la création des premières caricatures, créditées à l'Académie des Carrache, dirigé par les peintres de la famille Carrache à la fin du XVIe siècle à Bologne en Italie (voir Annibale Carracci).

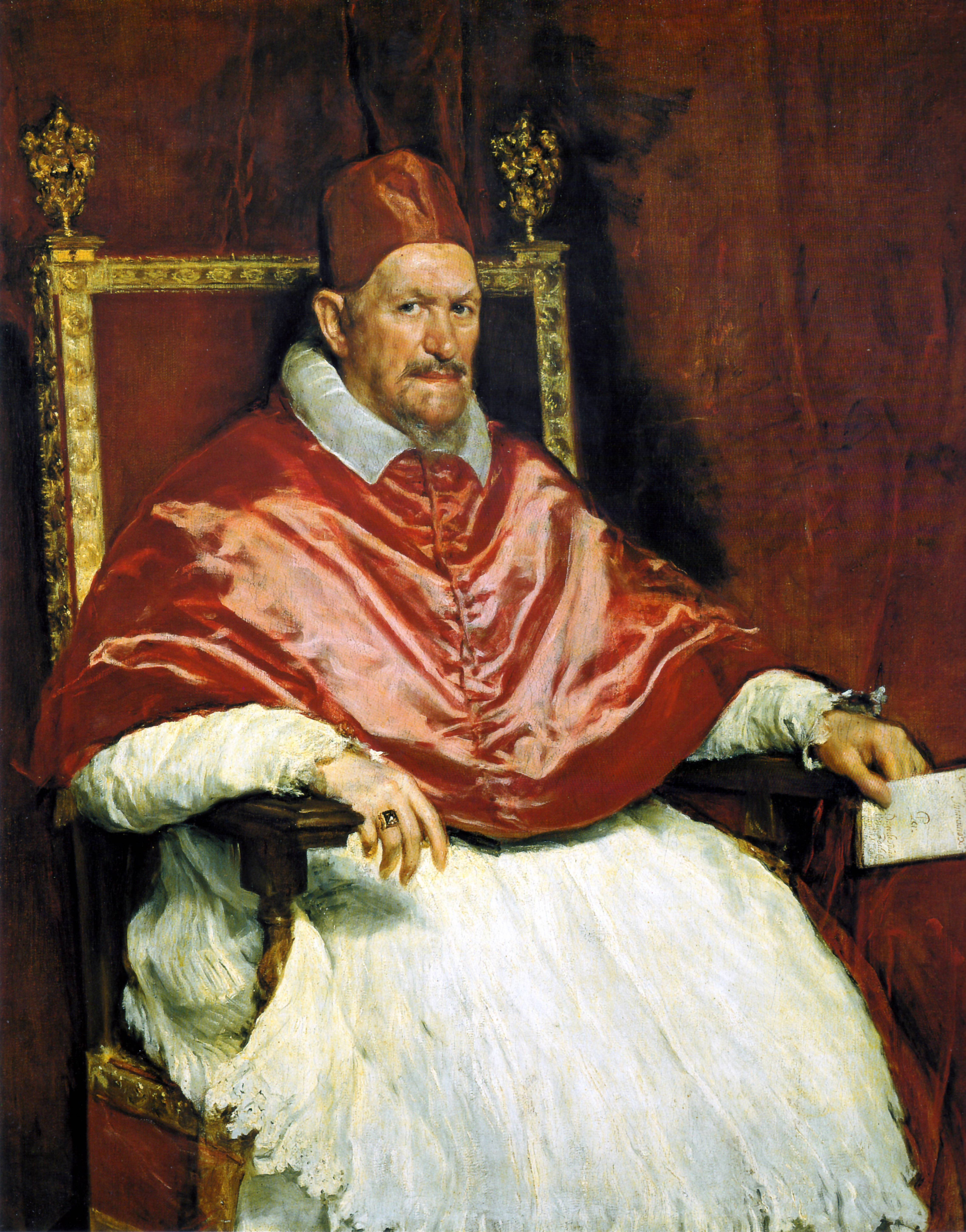
Velázquez, Le pape Innocent X, c. 1650, Galerie Doria-Pamphilj, Rome.

Les portraits de groupe sont produits en grand nombre au cours de la période baroque, en particulier aux Pays-Bas. Contrairement au reste de l'Europe, les artistes hollandais ne reçoivent pas de commissions de l'Église calviniste qui interdit ces images ou de l'aristocratie pratiquement inexistante. Au lieu de cela, les commandes émanent des associations civiques et d'entreprises. Le peintre hollandais Frans Hals utilise des coups de pinceau fluides de couleurs vives pour égayer ses portraits de groupe, y compris ceux de la garde civile à laquelle il appartient. Rembrandt bénéficie grandement de ces commissions et de l'appréciation générale de l'art par les clients bourgeois qui soutiennent aussi bien la peinture de portrait que les natures mortes et les pentures de paysages. En outre, le premier marché de l'art important et les premières marchands d'art prospèrent en Hollande à cette époque.
La demande étant abondante, Rembrandt peut expérimenter des compositions et des techniques non conventionnelles, tels que le clair-obscur. Il démontre ces innovations, mises au point par les maîtres italiens tels que Caravage, notamment dans sa célèbre La Ronde de nuit (1642). Leçon d'anatomie du docteur Tulp (1632) est un autre bel exemple de la maîtrise par Rembrandt de la peinture de groupe, dans lequel il baigne le cadavre de la lumière pour attirer l'attention sur le centre du tableau tandis que les vêtements et le fond se fondent dans le noir, ce qui met en valeur les visages du chirurgien et des étudiants. C'est également le premier tableau que Rembrandt a signé avec son nom complet.
En Espagne, Diego Velázquez peint Las Meninas (1656), l'un des portraits de groupes les plus célèbres et les plus énigmatiques de tous les temps. La toile commémore l'artiste et les enfants de la famille royale espagnole, et, apparemment, les modèles sont le couple royal qui n'est vu que comme une réflexion dans un miroir. Après avoir commencé comme peintre de genre, Velázquez accède rapidement à la notoriété en tant que peintre de la cour de Philippe IV, où il excelle dans l'art du portrait, en particulier en développant la complexité des portraits de groupe.
Les artistes rococo, particulièrement intéressés par l'ornementation riche et complexe, sont les maîtres du portrait raffiné. Leur attention sur les détails de la robe et de la texture augmente l'efficacité des portraits comme reflet de la richesse du monde, ainsi qu'en témoignent les célèbres portraits par François Boucher de Madame de Pompadour vêtue de robes de soie gonflées.

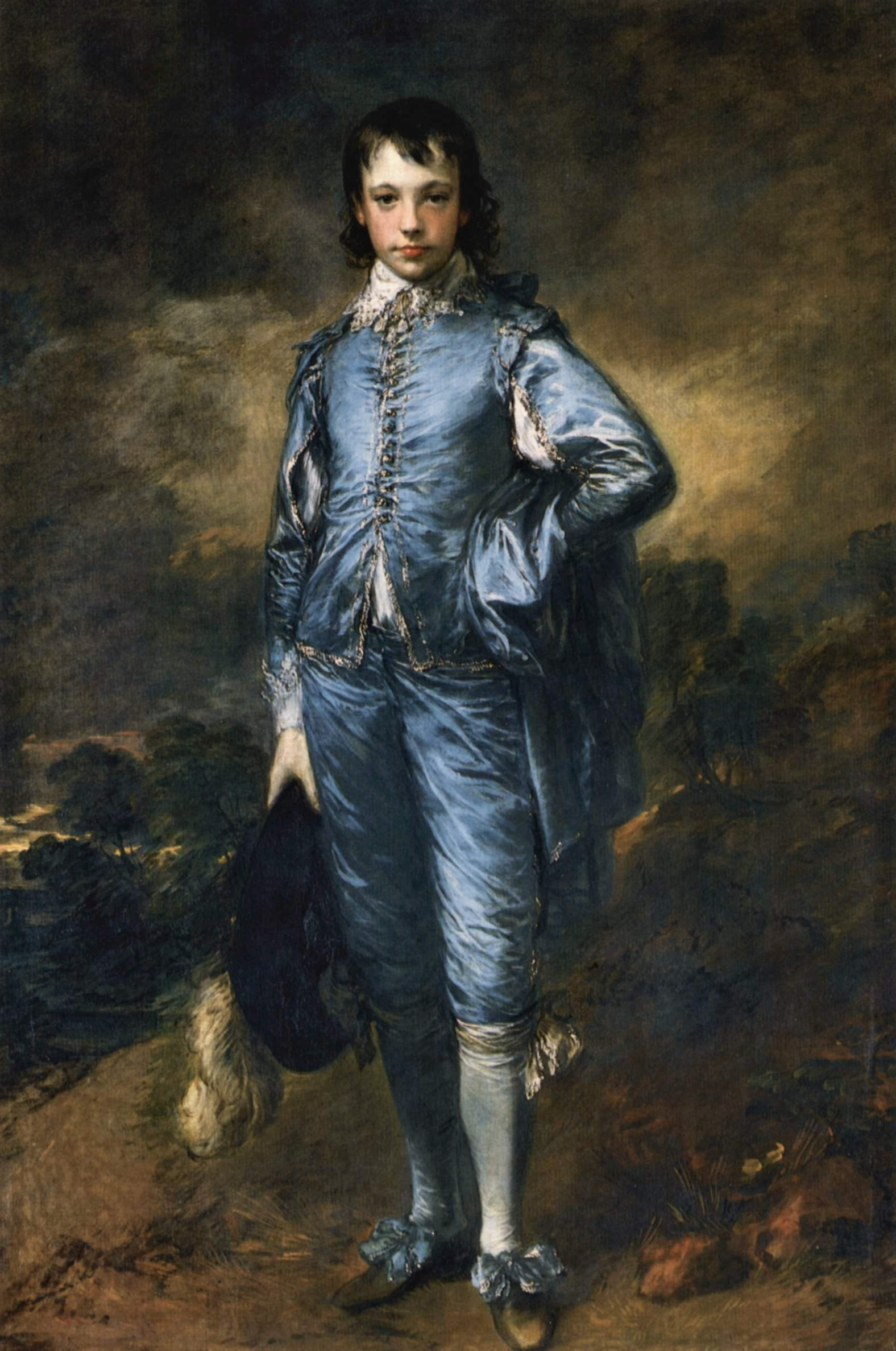
Thomas Gainsborough, L'enfant bleu, c.1770, Bibliothèque Huntington, San Marino (Californie).

Les premiers grands portraitistes issus de l'école britannique sont les peintres anglais Thomas Gainsborough et Sir Joshua Reynolds, également spécialisés dans leur façon de vêtir leurs sujets d'une manière attrayante. L'enfant bleu de Gainsborough est l'un des portraits les plus célèbres et reconnus de tous les temps, peint avec des pinceaux très longs et une fine huile colorée pour obtenir l'effet miroitant du costume bleu. Gainsborough est également connu pour les décors élaborés dans lesquels il place ses sujets.
Les deux artistes britanniques ont des opinions opposées sur l'utilisation d'assistants. Reynolds les emploie régulièrement (il ne réalise parfois lui-même que 20 pour cent seulement des tableaux) tandis que Gainsborough le fait rarement. Parfois, un client peut exiger de l'artiste un engagement, ainsi que fait Sir Richard Newdegate de la part du portraitiste Peter Lely (successeur de van Dyck en Angleterre), qui promet que le portrait sera « du début à la fin dessiné de mes propres mains ». Contrairement à l'exactitude employée par les maîtres flamands, Reynolds résume son approche de l'art du portrait en déclarant que « la grâce, et, nous pouvons ajouter, la ressemblance, consistent plus à prendre l'air en général, que dans l'observation de la similitude exacte de chaque trait ». William Hogarth, autre peintre qui joue un rôle important en Angleterre, ose aller à l'encontre des méthodes classiques en introduisant des touches d'humour dans ses portraits. Son Autoportrait avec Pug est clairement plus une pointe d'humour relative à son animal de compagnie qu'un tableau complaisant.
Au XVIIIe siècle, les femmes peintres acquièrent une nouvelle importance, en particulier dans le domaine du portrait. Parmi les femmes artistes notables figurent la peintre française Élisabeth Vigée-Lebrun, l'artiste italienne de pastel Rosalba Carriera et la peintre suisse Angelica Kauffmann. Également au cours de ce siècle, avant l'invention de la photographie, les portraits en miniature - peints avec une incroyable précision et souvent enchâssés dans de l'or ou des médaillons émaillés - sont très appréciées.
Aux États-Unis, John Singleton Copley, formé dans la manière britannique raffinée, devient le premier peintre de pleine grandeur et de portraits en miniatures, et ses toiles hyper-réalistes de Samuel Adams et Paul Revere sont particulièrement appréciées. Copley est également remarquable pour ses efforts visant à fusionner l'art du portrait avec l'art académique plus vénéré de la peinture d'histoire, projet auquel il s'essaye avec ses portraits de groupe de militaires célèbres. Tout aussi célèbre est Gilbert Stuart qui peint plus de 1 000 portraits et est surtout connu pour ses portraits présidentiels. Stuart peint plus de 100 répliques du seul George Washington. Stuart travaille rapidement et use de touches de pinceaux plus douces et moins détaillées que Copley pour capturer l'essence de ses sujets. Parfois, il fera plusieurs versions pour un client, ce qui permet aux modèles de choisir leur favori. Connu pour ses tons de joues roses, Stuart écrit « la chair ne ressemble à aucune autre substance sous le ciel. Elle a toute la gaieté de la boutique de la mercière sans son clinquant de brillance, et toute la douceur de vieil acajou, sans sa tristesse ». Les autres éminents portraitistes américains de l'époque coloniale sont John Smibert, Thomas Sully, Ralph Earl, John Trumbull, Benjamin West, Robert Feke, James Peale, Charles Willson Peale et Rembrandt Peale.

### XIXesiècle

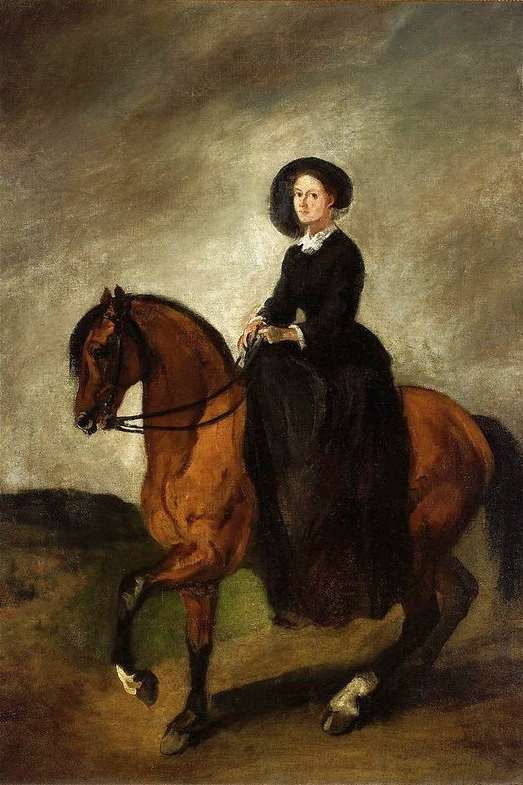
Piotr Michałowski, La fille de l'artiste à cheval, ca 1853, Musée national de Varsovie

À la fin du XVIIIe siècle et au début du XIXe siècle, les artistes néoclassiques perpétuent la tradition de représenter des sujets habillés selon les dernières modes, ce qui pour les femmes d'alors signifie des robes diaphanes issues des anciens styles de vêtements grecs et romains. Les artistes utilisent la lumière dirigée pour définir la texture et la simple rondeur du visage et des membres. Les peintres français Jacques-Louis David et Jean-Auguste-Dominique Ingres montrent leur virtuosité dans cette technique semblable au dessin ainsi que leur souci de la prise en compte du caractère de leurs modèles. Ingres, élève de David, est remarquable pour ses portraits dans lesquels un miroir est peint derrière le sujet pour en simuler une vue arrière. Son portrait de 
Napoléon sur son trône impérial est un tour de force de portraiture royale. (voir la galerie ci-dessous)

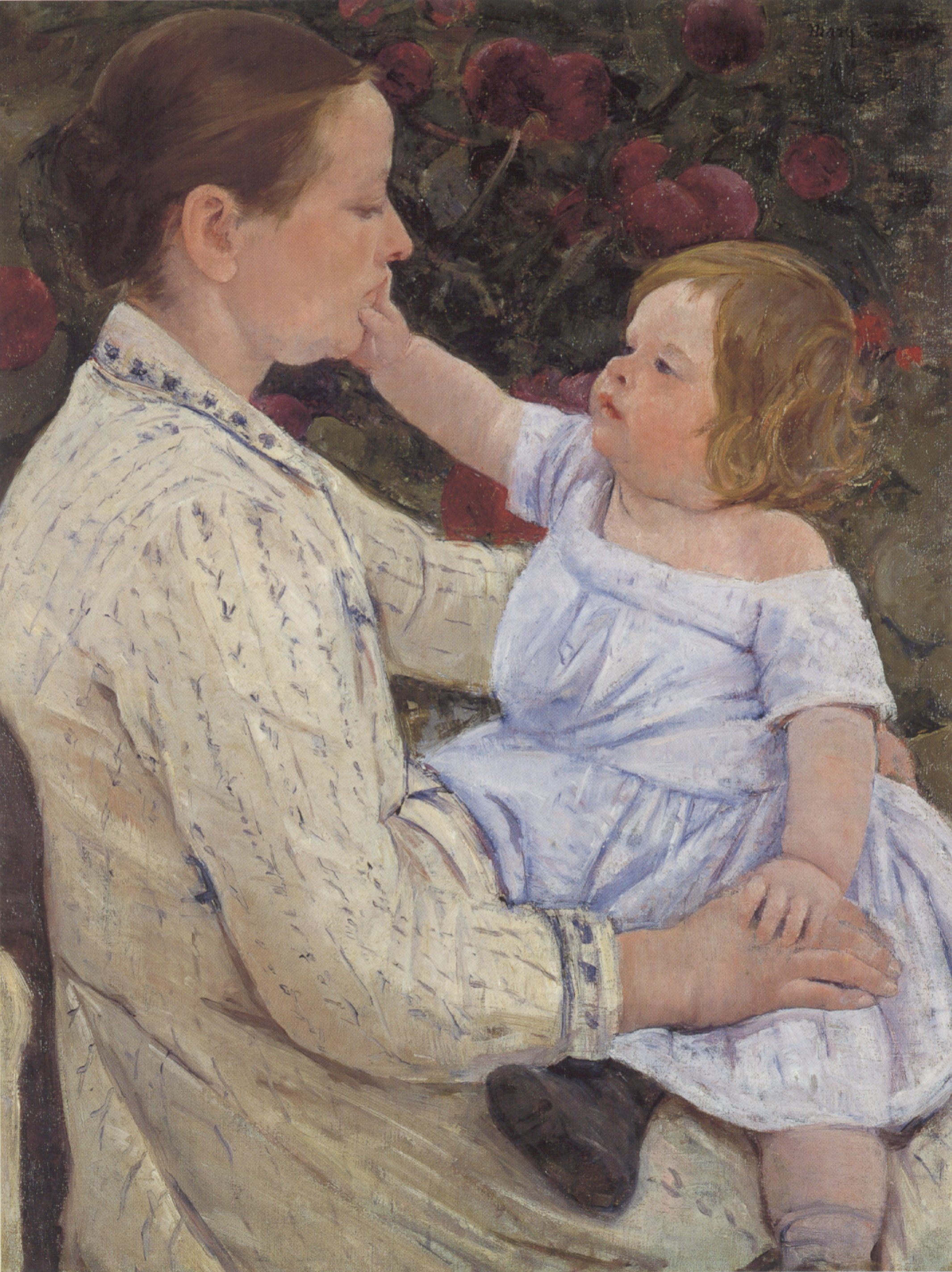
La caresse de l'enfant de Mary Cassatt, c. 1890.

Jusqu'au XIXe siècle, les portraits profanes de mères et d’enfants conservent généralement les postures et les conventions des représentations de la Vierge à l'Enfant : l’enfant peint de manière réaliste est nu, sur les genoux de sa mère habillée.
Les artistes romantiques qui travaillent au cours de la première moitié du XIXe siècle peignent des portraits de dirigeants charismatiques, de belles femmes et des sujets agités en utilisant des coups de pinceau vifs et tourmentés avec parfois un éclairage d'atmosphère. Les artistes français Eugène Delacroix et Théodore Géricault 
produisent des portraits particulièrement beaux de ce type, en particulier des cavaliers s'élançant. Piotr Michałowski (1800-1855) est un exemple notable d'artiste de la période romantique en Pologne qui a réalisé un portrait de cavalier. Également digne d'attention est la série de portraits de malades mentaux par Géricault (1822–1824). L'Espagnol Francisco de Goya peint quelques-unes des images les plus déstabilisantes et provocantes de la période dont La Maja nue (c. 1797-1800), ainsi que les célèbres portraits de cour de Charles IV d'Espagne.

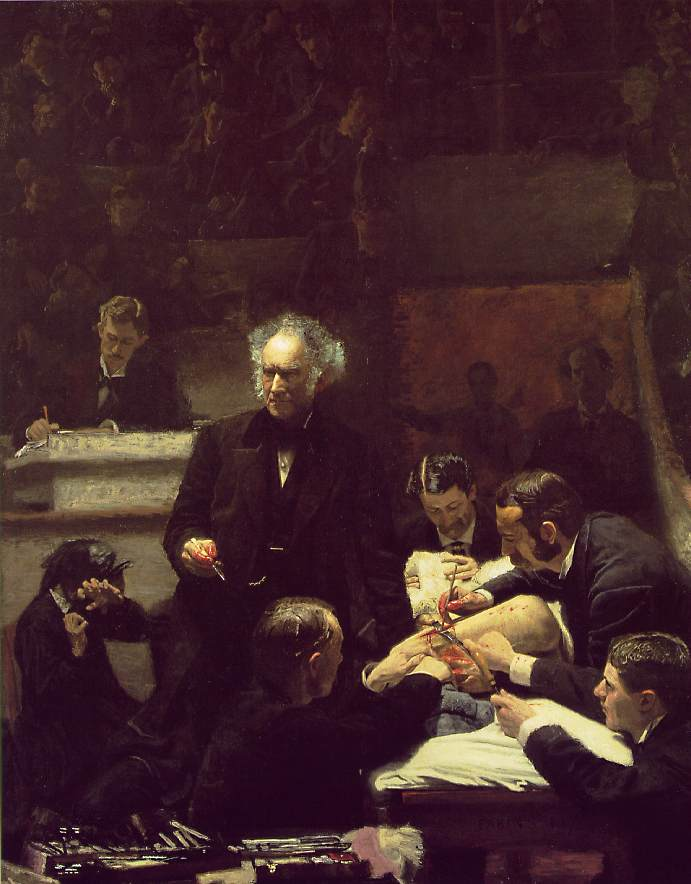
Thomas Eakins, La Clinique du docteur Gross, 1875

Les artistes réalistes du XIXe siècle tels que Gustave Courbet, créent des portraits objectifs qui mettent en scène des personnes des classes moyennes et inférieures. Pour démontrer son romantisme, Courbet peint plusieurs autoportraits se montrant dans divers humeurs et expressions. Parmi les autres réalistes français, citons Honoré Daumier qui a produit de nombreuses caricatures de ses contemporains. Henri de Toulouse-Lautrec peint la chronique de quelques-uns des célèbres artistes du théâtre, dont Jane Avril et les saisit en mouvement. Le peintre français Édouard Manet, est un important artiste de transition dont l’œuvre oscille entre réalisme et impressionnisme. C'est un portraitiste perspicace à la technique exceptionnelle dont son portrait de Stéphane Mallarmé est un bon exemple du style de transition. Son contemporain Edgar Degas est essentiellement réaliste et sa toile Portrait de la famille Bellelli est un rendu pénétrant d'une famille malheureuse et l'un de ses plus beaux portraits.
En Amérique, Thomas Eakins règne comme premier peintre portraitiste et hisse le réalisme à un nouveau niveau de franchise, en particulier avec ses deux portraits de chirurgiens au travail, ainsi que ceux d'athlètes et de musiciens en action. Dans de nombreux portraits, tels que le Portrait de Mrs. Edith Mahon, Eakins exprime hardiment les émotions peu flatteuses de tristesse et de mélancolie. 

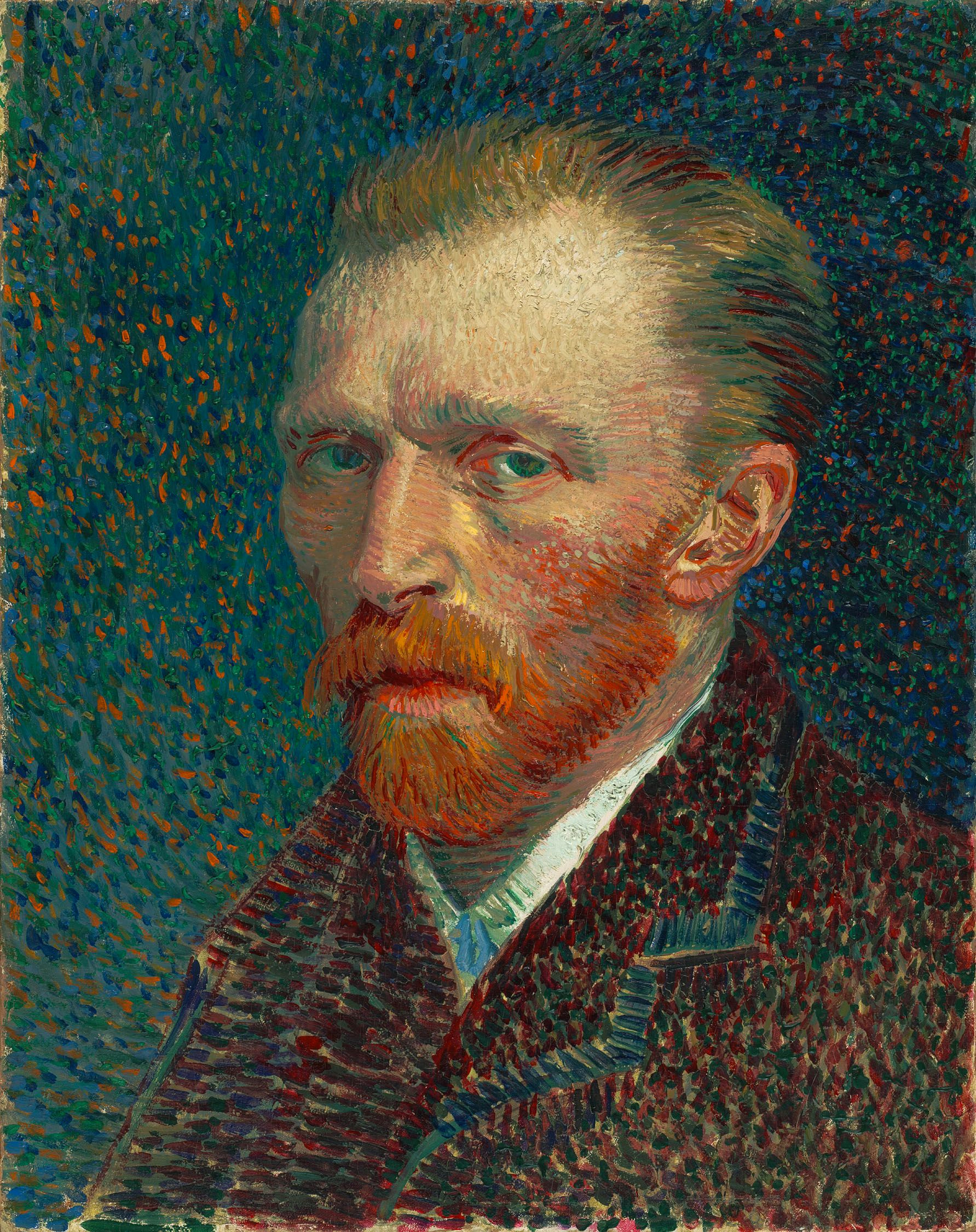
Vincent van Gogh, Autoportrait, 1887

Pour la plupart, les réalistes cèdent la place aux impressionnistes dans les années 1870. En partie en raison de leurs maigres revenus, la plupart des impressionnistes s'appuient sur leurs familles et amis pour leur servir de modèles et ils peignent beaucoup de groupes intimes et de personnes simples en extérieur ou dans des intérieurs baignés de lumière. Connus pour leurs surfaces chatoyantes aux riches touches de peinture, les portraits impressionnistes sont souvent désarmants d'intimité et de séduction. Les peintres français Claude Monet et Auguste Renoir créent certaines des images les plus populaires de modèles individuels et en groupes. L'artiste américaine Mary Cassatt, qui étudie et réside en France, est très populaire aujourd'hui encore pour ses émouvantes peintures de mères et d'enfants, comme l'est Renoir. Paul Gauguin et Vincent van Gogh, tous deux postimpressionnistes, peignent des portraits révélateurs de personnes qu'ils connaissent, tourbillonnant de couleur mais pas nécessairement flatteurs. Ils sont aussi, sinon plus, célèbres pour leurs puissants autoportraits.
L'aubergiste bretonne Marie-Angélique Satre (1868-1932) alias « La Belle Angèle » fut immortalisée en 1889 par Paul Gauguin dont l'œuvre La Belle Angèle, écrite en lettres majuscules sur la toile, trône actuellement au musée d’Orsay.
John Singer Sargent chevauche aussi le changement de siècle mais il rejette l'impressionnisme manifeste et le post-impressionnisme. Il est le peintre de portrait le plus prospère de son époque et utilise une technique essentiellement réaliste souvent relevée par l'utilisation brillante de la couleur. Il est tout aussi capable de portraits individuels et de groupe, en particulier des familles de la classe supérieure. Sargent est né à Florence, en Italie de parents américains. Il étudie en Italie, en Allemagne et à Paris. Il est considéré comme le dernier représentant majeur de la tradition du portrait britannique commencée par van Dyck. William Merritt Chase est 
un autre portraitiste américain de premier plan formé à l'étranger. Peintre de la société américaine, Cecilia Beaux, appelée la « Femme Sargent », est née d'un père français. Elle étudie à l'étranger et connaît le succès de retour aux États-Unis, mais s'en tient aux méthodes traditionnelles. Autre portraitiste comparé à Sargent pour sa technique luxuriante, l'artiste parisien d'origine italienne Giovanni Boldini, ami de Degas et Whistler.
L'internationaliste d'origine américaine James Abbott McNeill Whistler est en contact avec des artistes européens et peint aussi des portraits exceptionnels, le plus célèbre d'entre eux étant son Arrangement en gris et noir, Mère de l'artiste (1871), aussi connu sous le nom « La mère de Whistler ». Même avec ses portraits, comme avec ses paysages sonores, Whistler désire que ses spectateurs se concentrent sur l'arrangement harmonique de la forme et de la couleur dans ses tableaux. Whistler utilise une palette sobre pour créer ses effets escomptés, soulignant la balance des couleurs et des tons doux. Il écrit, « Comme la musique est la poésie du son, la peinture est la poésie de la vue, et l'objet n'a rien à voir avec l'harmonie du son ou de la couleur ». La forme et la couleur sont également au cœur des portraits de Cézanne tandis que des couleurs encore plus extrêmes et la technique de coup du pinceau dominent les portraits d'André Derain et Henri Matisse.
Le développement de la photographie au XIXe siècle a un effet significatif sur le portrait, supplantant la précédente camera obscura qui avait également déjà été utilisée comme aide à la peinture. De nombreux modernistes affluent vers les studios de photographie pour avoir leurs portraits faits, y compris Baudelaire qui, bien qu'il ait proclamé la photographie « un ennemi de l'art », se trouve attiré par la franchise et la puissance de la photographie. En offrant une alternative pas chère, la photographie supplante la plupart des niveaux les plus bas de la peinture de portrait. Certains artistes réalistes, tels que Thomas Eakins et Edgar Degas, sont enthousiastes à propos de l'appareil photographique et trouvent qu'il s'agit d'une aide utile à la composition. À partir de l'impressionnisme, les portraitistes trouvent une myriade de façons de réinterpréter le portrait afin de rivaliser efficacement avec la photographie. Sargent et Whistler sont parmi ceux incités à développer leur technique pour créer des effets que la caméra ne peut pas capturer.

### XXesiècle
D'autres artistes au début du XXe siècle élargissent également le répertoire du portrait vers de nouvelles directions. Le fauviste Henri Matisse produit de puissants portraits à l'aide de couleurs non-naturalistes, criardes mêmes, pour les tons de peau. Cézanne s'appuie sur des formes très simplifiées dans ses portraits, en évitant les détails tout en soulignant les juxtapositions de couleurs. Le style unique de l'Autrichien Gustav Klimt applique des motifs byzantins et de la peinture d'or sur ses mémorables portraits. Son élève Oskar Kokoschka est un portraitiste important de la classe supérieure de Vienne. Le prolifique artiste espagnol Pablo Picasso peint beaucoup de portraits, dont plusieurs rendus cubistes de ses maîtresses, dans lesquels l'image de l'objet est grossièrement déformée pour obtenir une déclaration émotionnelle bien au-delà des limites de la caricature normale.
Une exceptionnelle portraitiste au tournant du XXe siècle, associée à l'impressionnisme français, est Olga Boznańska (1865-1940). Les peintres expressionnistes fournissent certaines des études psychologiques les plus envoûtantes et convaincantes jamais produites. Des artistes allemands tels qu'Otto Dix et Max Beckmann produisent des exemples notables de portraits expressionnistes. Beckmann est un autoportraitiste prolifique, en produisant au moins vingt-sept. Amedeo Modigliani peint de nombreux portraits dans son style allongé qui déprécie la « personne intérieure » en faveur de strictes études de formes et de couleurs. Pour atteindre cet objectif, il dé-souligne les yeux et les sourcils normalement expressifs au point de les réduire à des fentes noires et de simples arcs.
L'art britannique est représenté par les vorticistes qui peignent de remarquables portraits durant la première partie du XXe siècle. Le peintre dada Francis Picabia réalise de nombreux portraits à sa façon unique. Par ailleurs, les portraits de Tamara de Lempicka capturent avec réussite l'atmosphère de la période art déco avec ses courbes simplifiées, ses riches couleurs et ses angles vifs. En Amérique, Robert Henri et George Bellows sont de bons portraitistes des années 1920 et 1930 de l'école réaliste américaine. Max Ernst produit un exemple de portrait moderne collégial avec sa toile All Friends Together de 1922.
Une contribution significative au développement de la peinture de portrait de 1930 à 2000 est due aux artistes russes, travaillant principalement dans les traditions de la peinture figurative et réaliste. Parmi eux, il faut citer Isaak Brodsky, Nikolaï Fechine, Abram Arkhipov et d'autres encore.
La production de portraits en Europe (hors Russie) et aux Amériques diminue de façon générale dans les années 1940 et 1950 en raison de l'intérêt croissant pour l'abstraction et l'art non figuratif. Andrew Wyeth est cependant une exception, qui devient le plus grand peintre américain de portraits réalistes. Avec Wyeth, le réalisme, si manifeste, est secondaire par rapport aux qualités tonales et à l'humeur de ses peintures. Cela est bien démontré avec sa série historique de tableaux connus comme les « images Helga », plus grand groupe de portraits d'une seule personne par un artiste majeur (247 études de sa voisine Helga Testorf, habillée et nue, dans des environnements divers, peints pendant la période 1971-1985).
Dans les années 1960 et 70 se manifeste une renaissance de l'art du portrait. Des artistes anglais comme Lucian Freud (petit-fils de Sigmund Freud) et Francis Bacon produisent de puissantes peintures. Les portraits de Bacon se distinguent par leur qualité cauchemardesque. En mai 2008, le portrait de Freud intitulé Benefits Supervisor Sleeping (1995) est vendu aux enchères par Christie's à New York pour $33.6 million, établissant un record du monde pour la vente d'un tableau d'un artiste vivant. Beaucoup d'artistes américains contemporains, tels qu'Andy Warhol, Alex Katz et Chuck Close, ont fait du visage humain un point focal de leur travail. Le portrait par Warhol de Marilyn Monroe en est un exemple emblématique. La spécialité de Close est d'immenses portraits de « tête » hyper-réalistes basées sur des images photographiques. Jamie Wyeth continue dans la tradition réaliste de son père Andrew, produisant des portraits célèbres dont les sujets vont des présidents aux porcs.

## Galerie

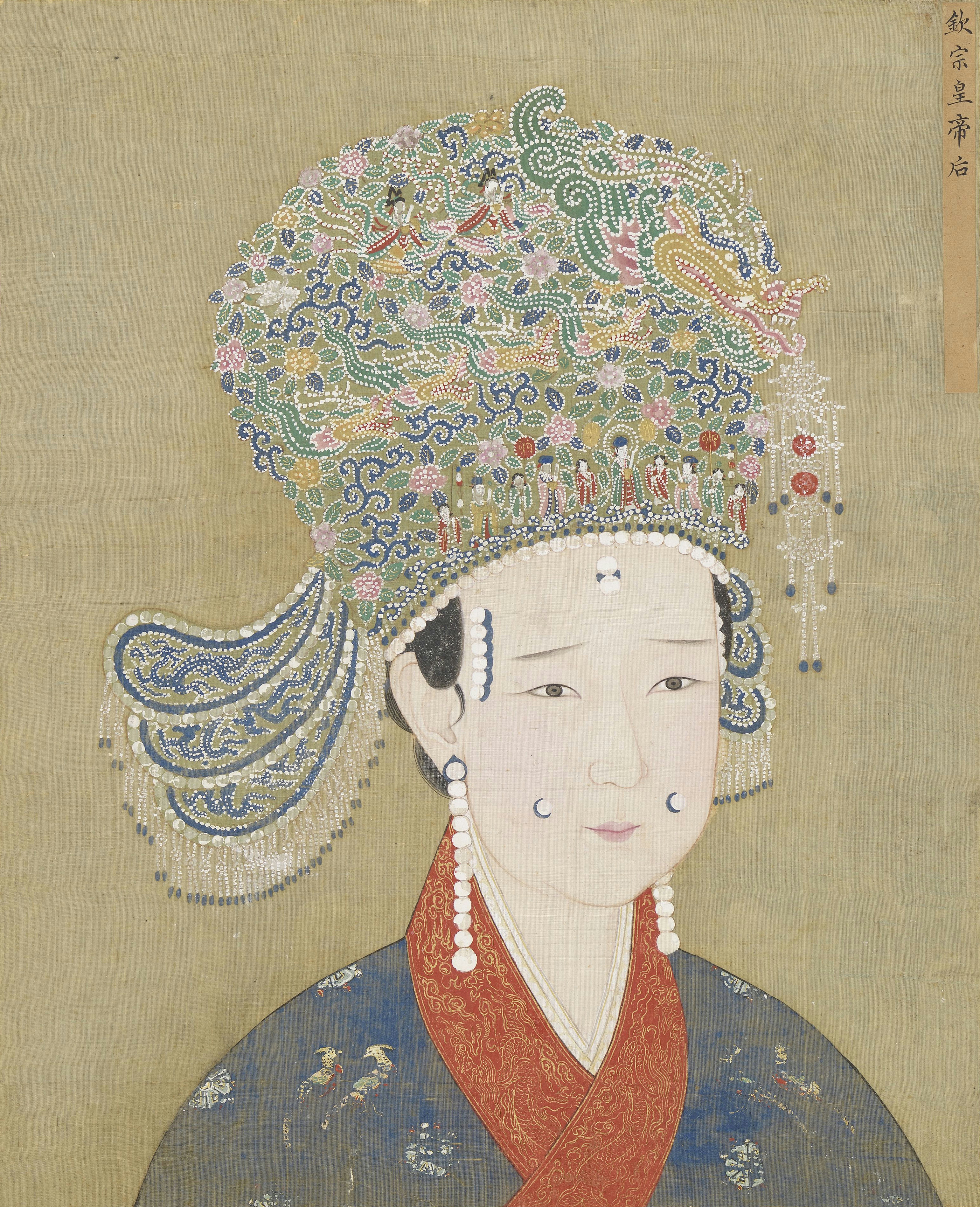
Portrait de cour de l'impératrice Renhuai (1016–1079) (épouse de l'empereur Qinzong) de la dynastie Song, Chine
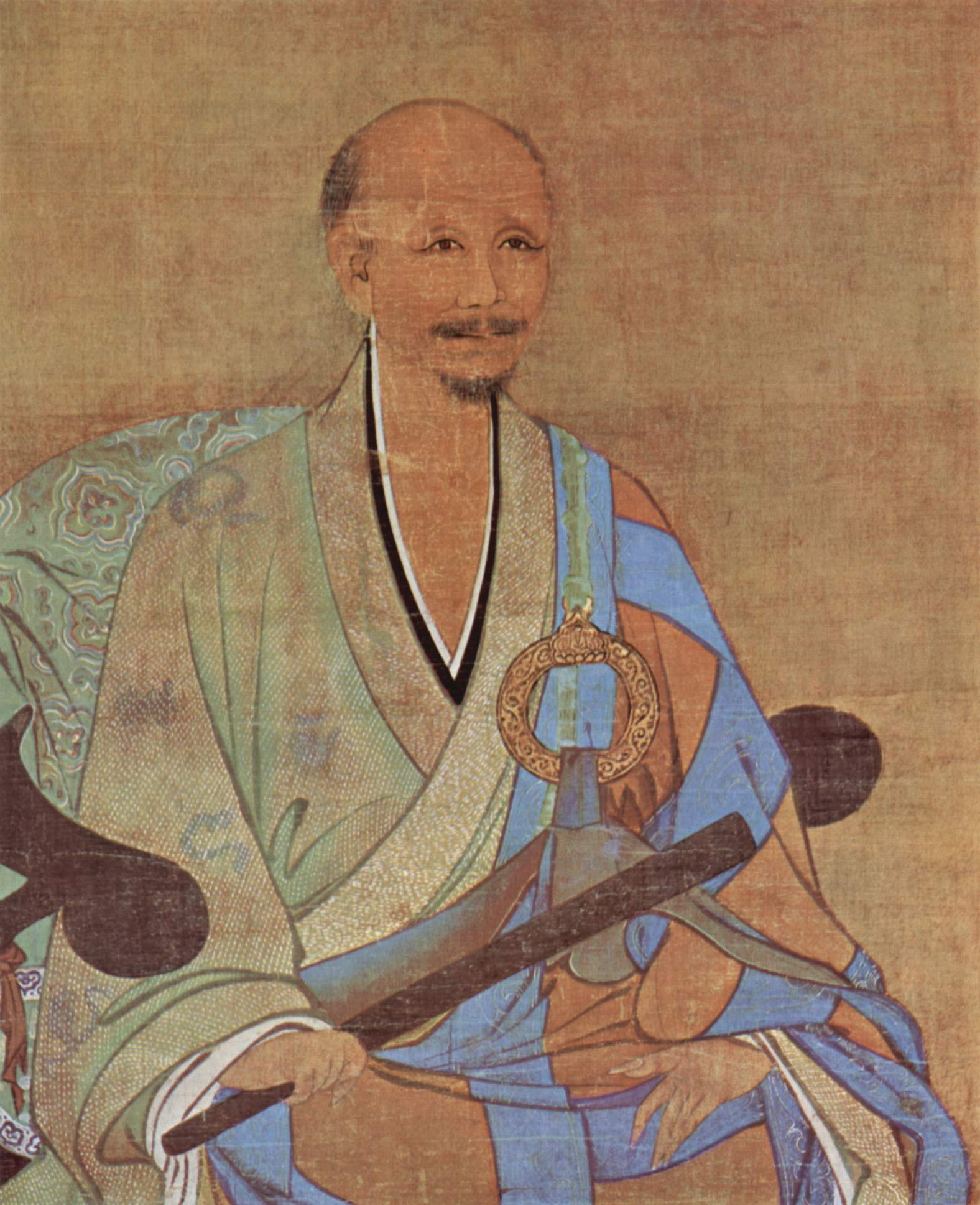
Portrait du bouddhiste zen Wuzhun Shifan, 1238 AD, Chinese
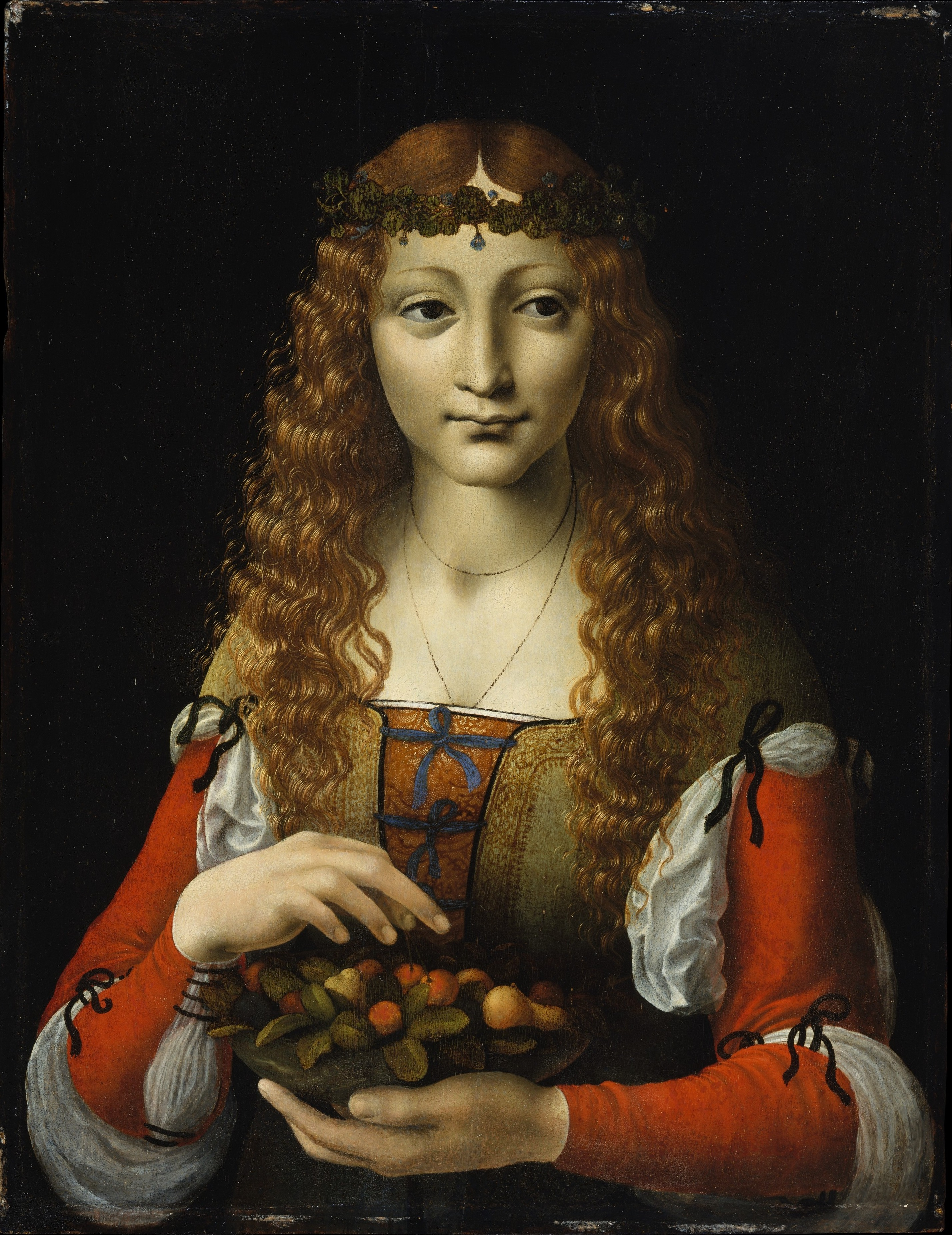
Jeune fille avec cerises par Ambrogio de Predis ca. 1491–95
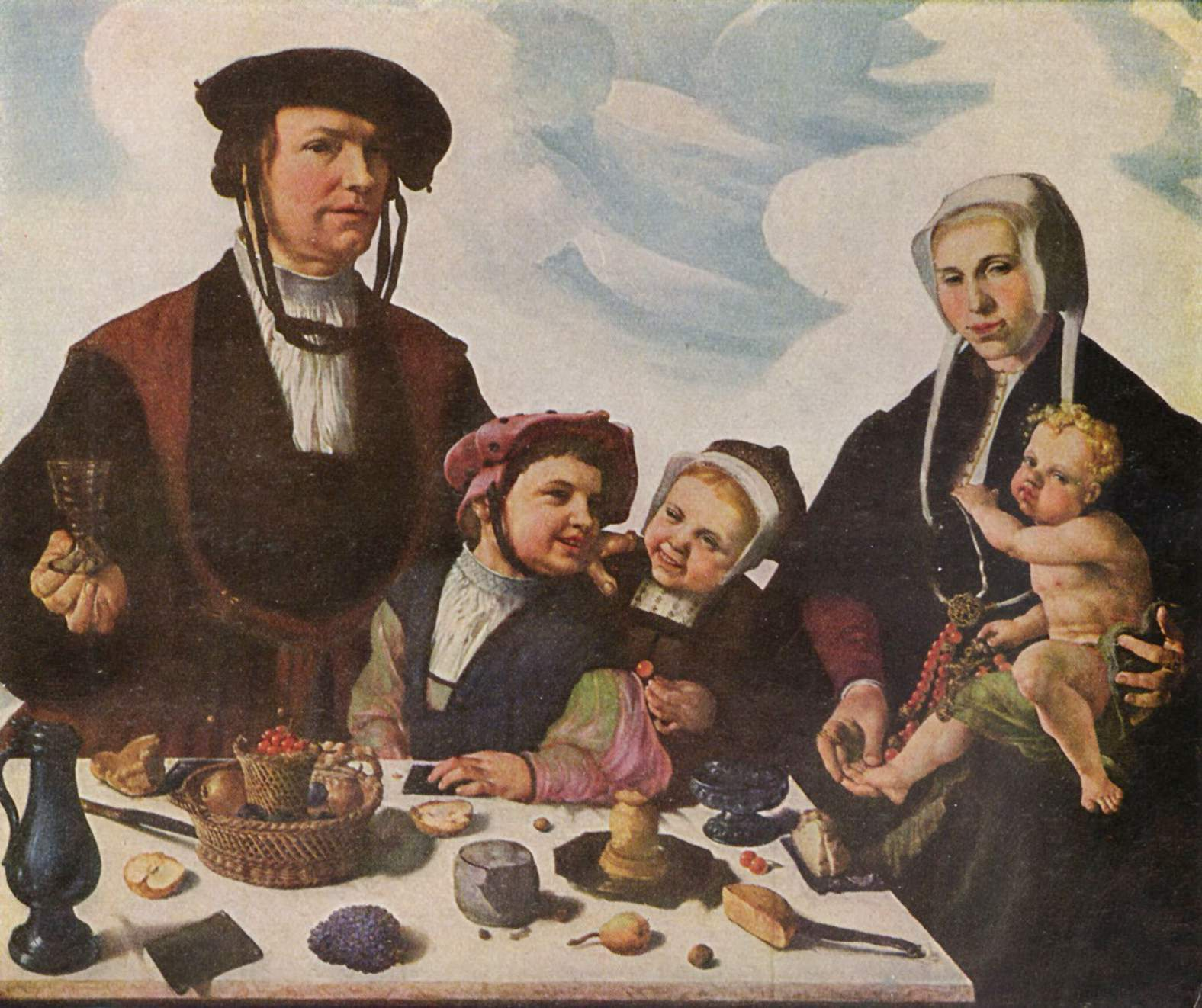
Maarten van Heemskerck (1498–1574), Famille de Pieter Jan Foppesz, avant c.1532,
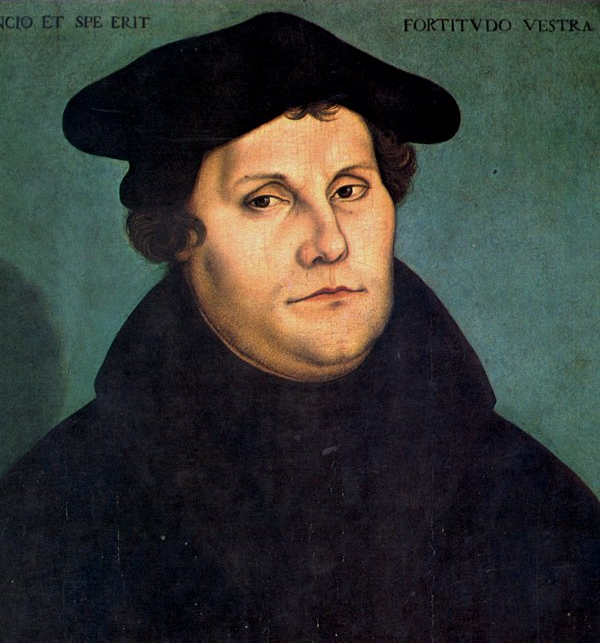
Lucas Cranach l'Ancien, Portrait de Martin Luther, 1529, Uffizi
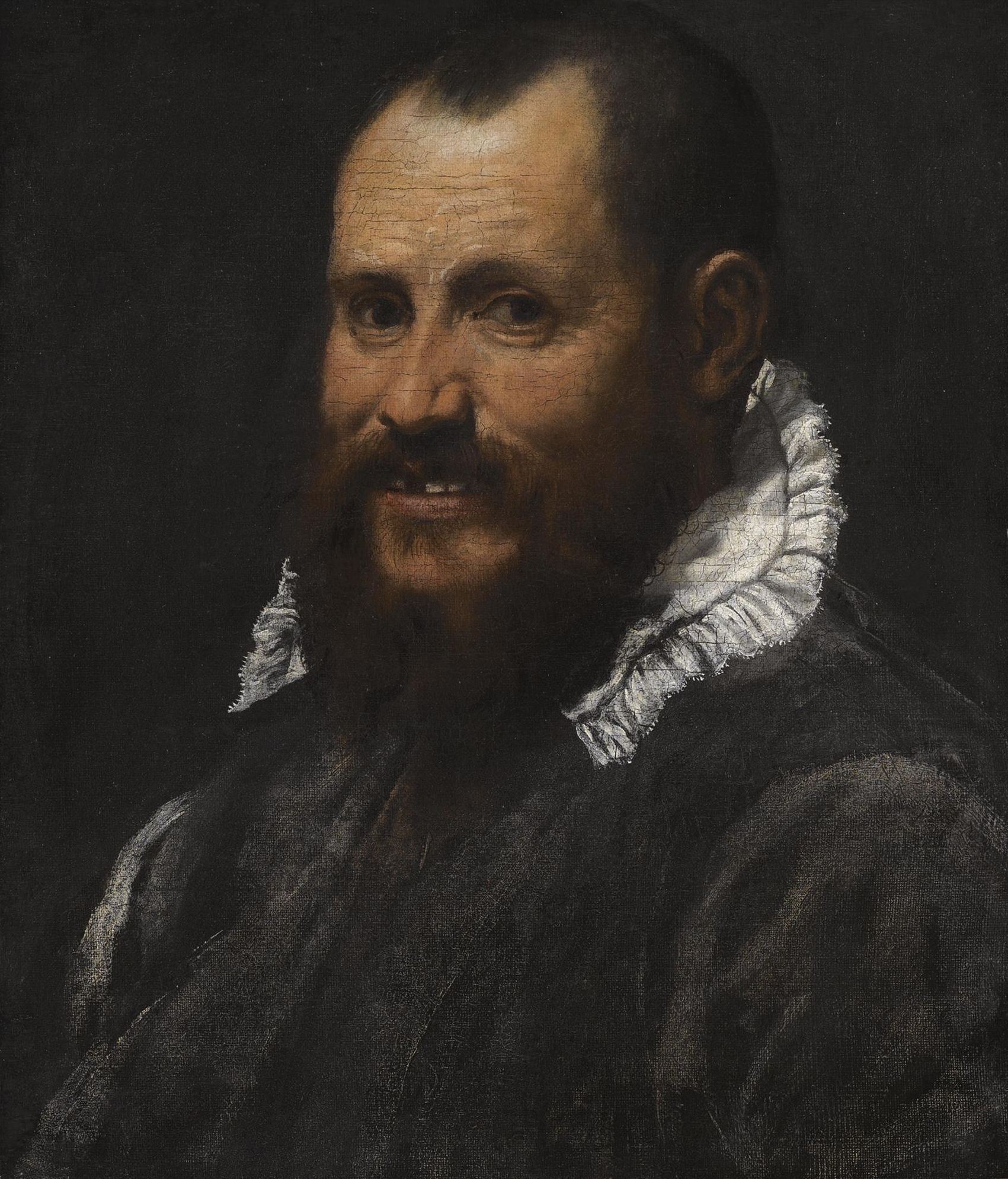
Annibale Carracci, Portrait d'un homme, la longueur du buste, dans un col blanc, années 1580
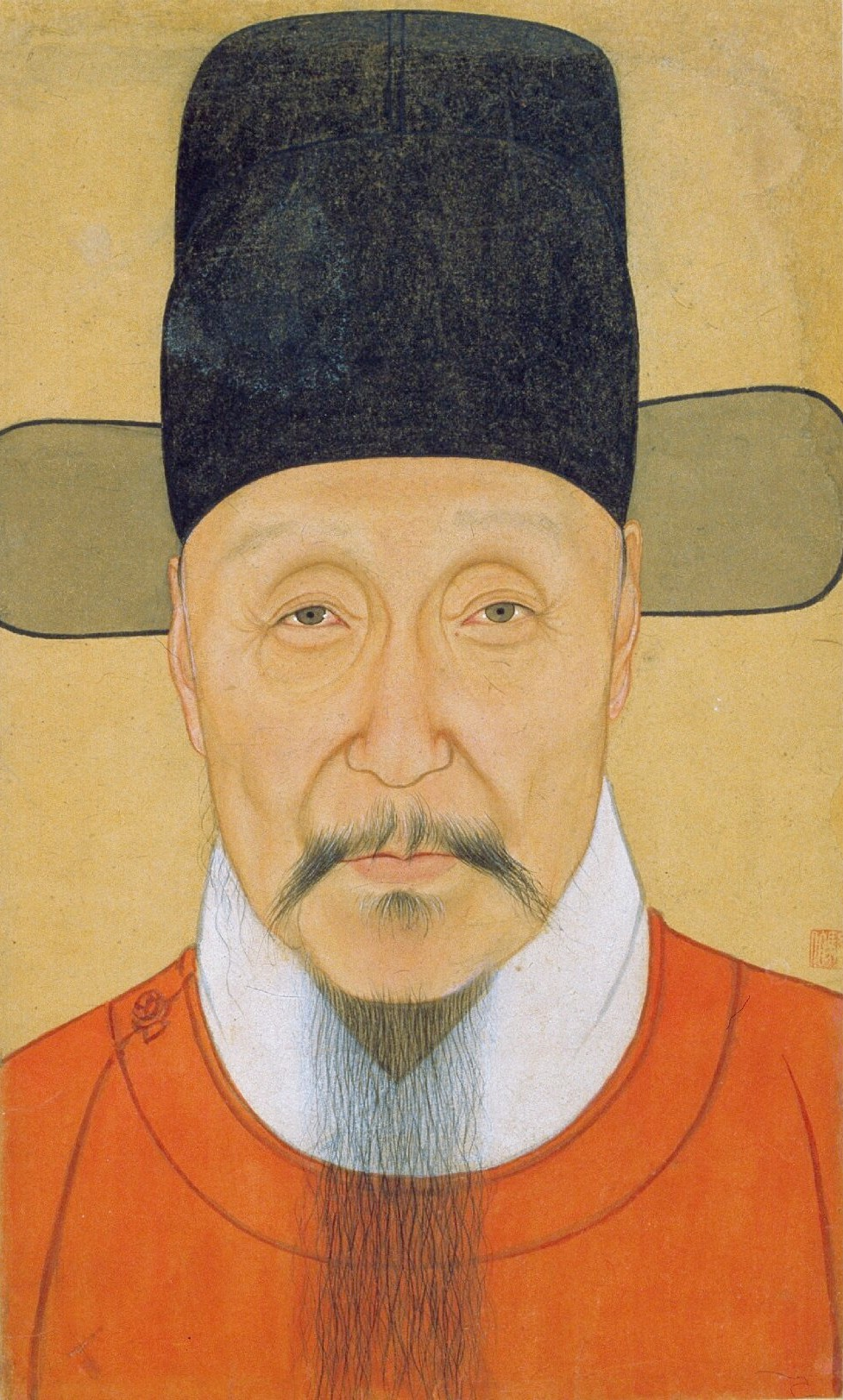
Portrait de Ho Bun(何斌), fonctionnaire érudit tardif de la dynastie Ming, fin du XVIe siècle - début du XVIIe siècle, Chine
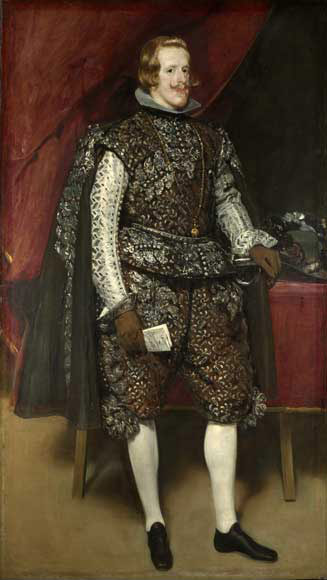
Diego Velázquez, Portrait de Philippe IV, 1632
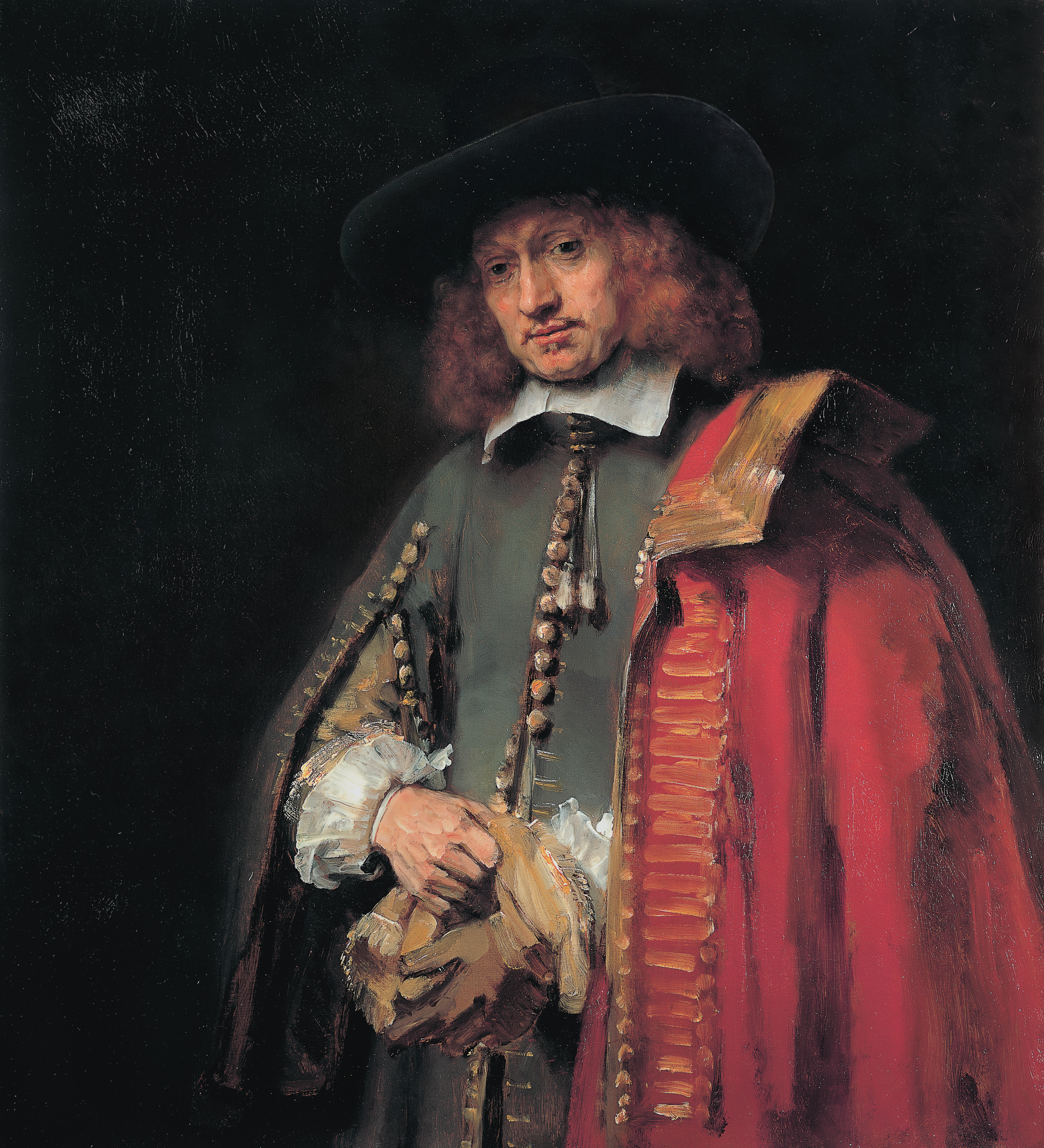
Rembrandt van Rijn, Portrait de Jan Six, 1654
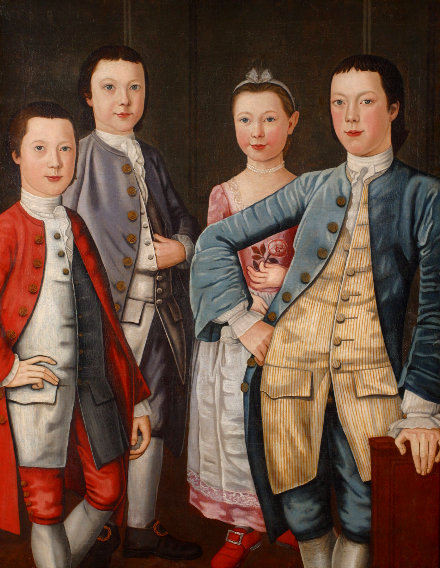
John Durand, Les enfants Rapalje, 1768, New-York Historical Society, New York City
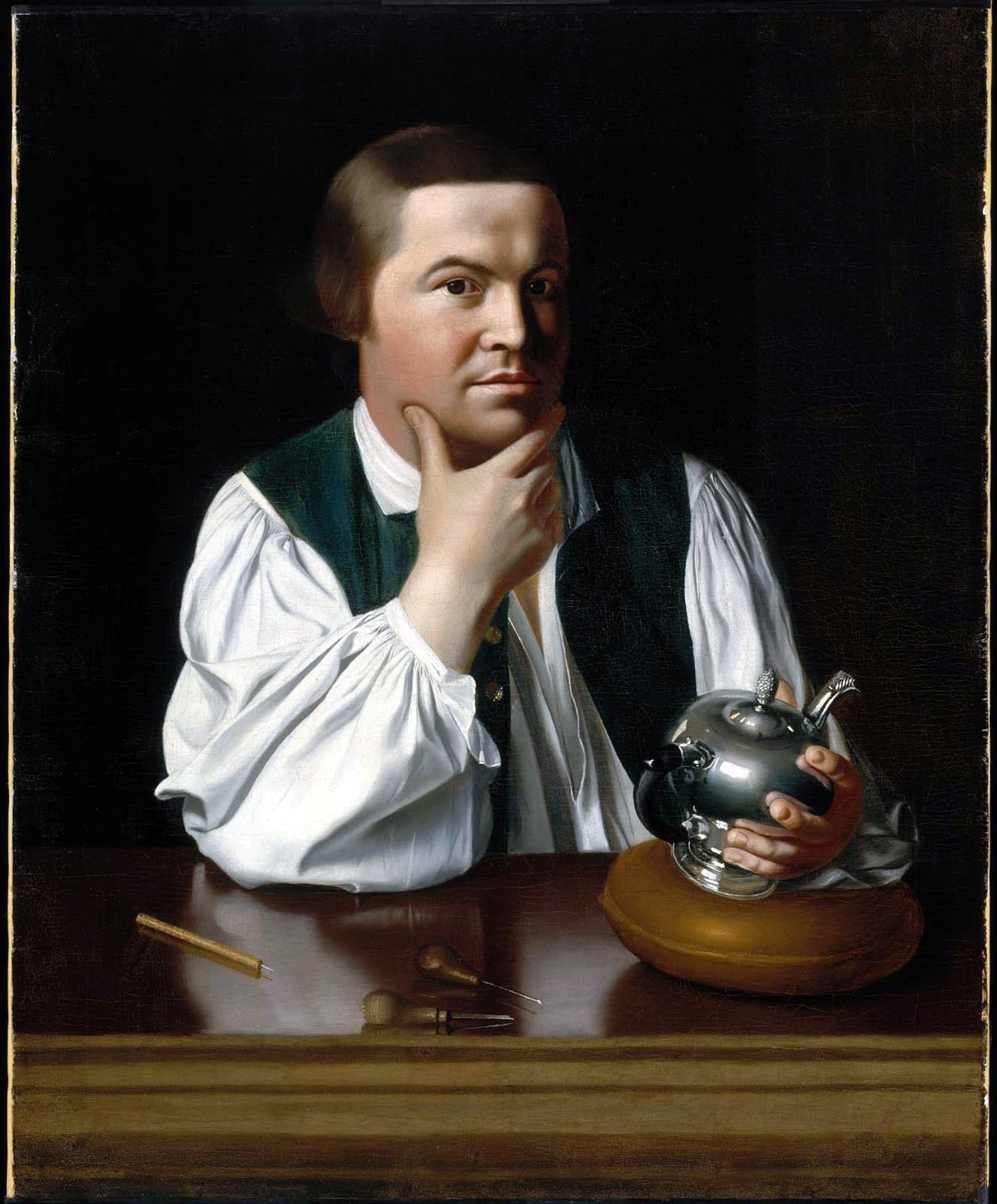
John Singleton Copley, Paul Revere, 1770
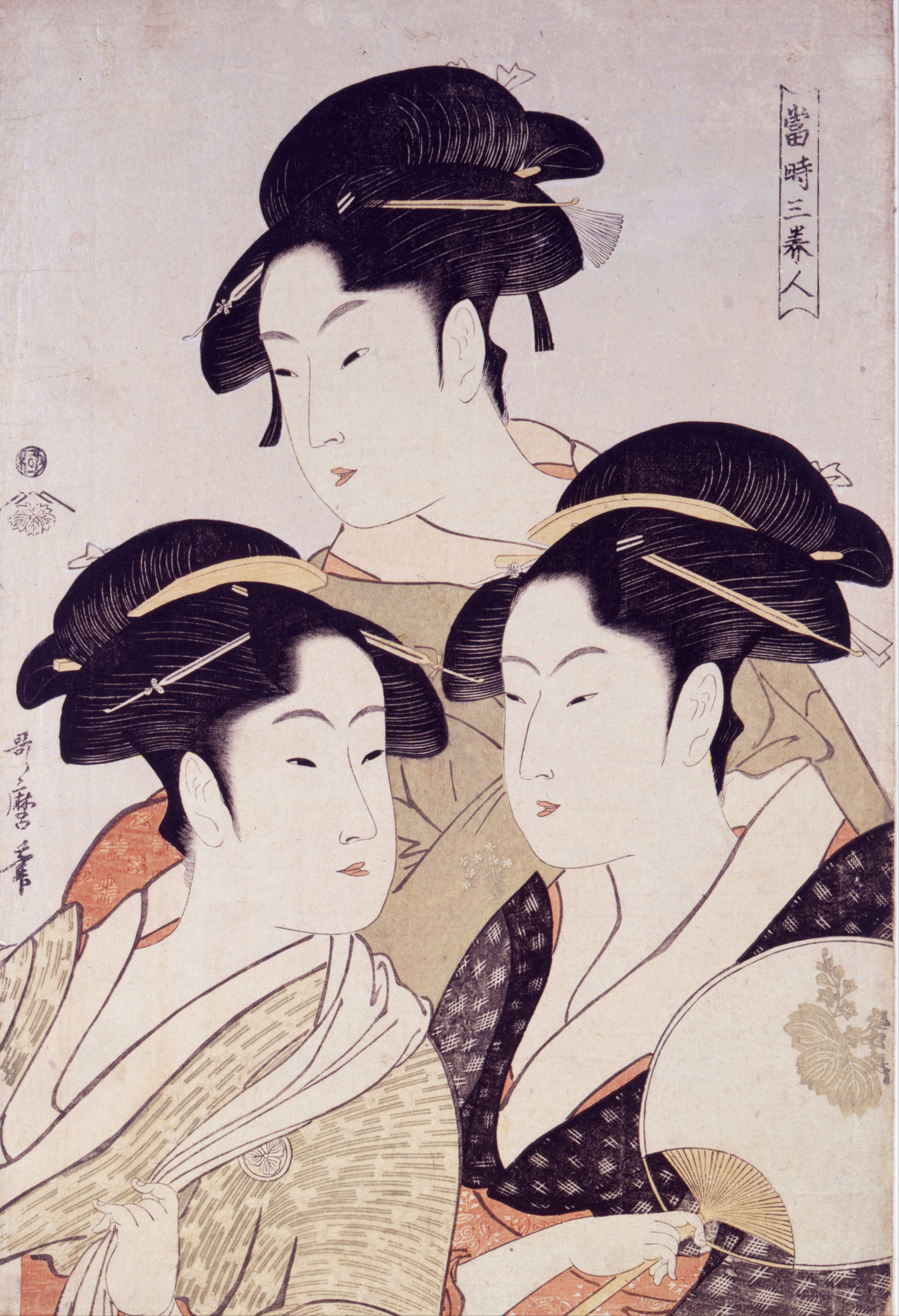
Trois beautés de nos jours par Utamaro, 1793
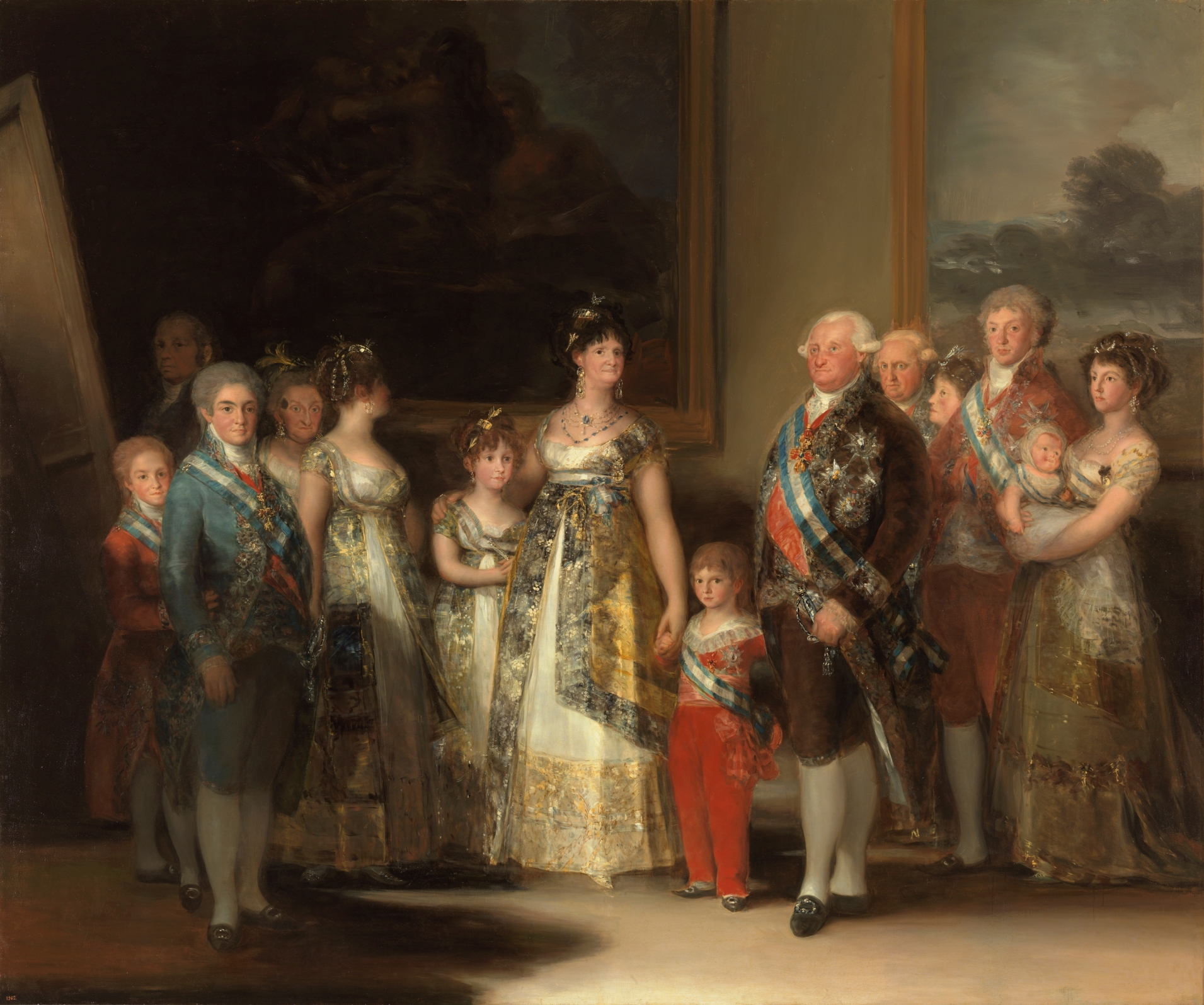
Francisco de Goya, La Famille de Charles IV, 1800 - 1801
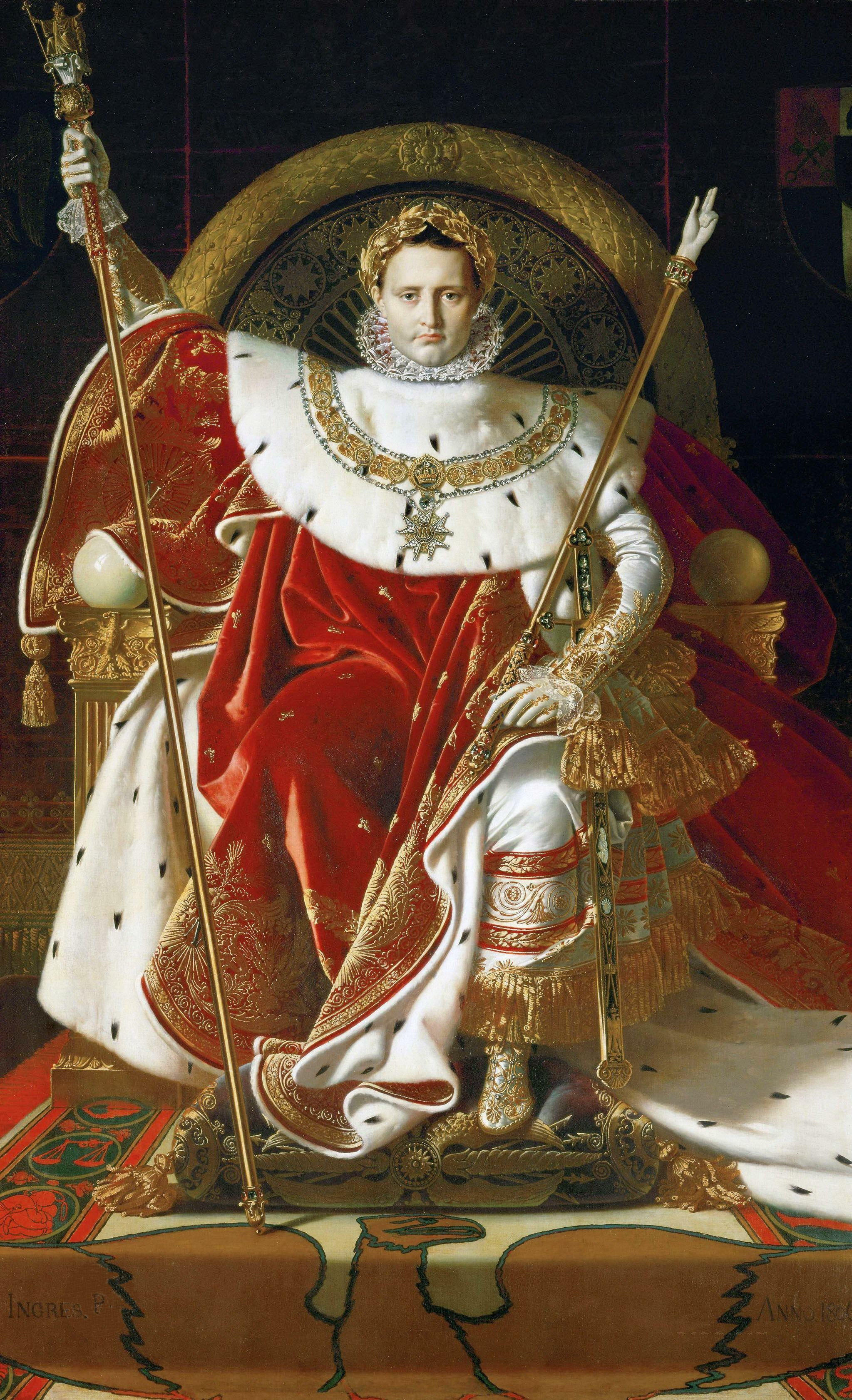
Jean Auguste Dominique Ingres, portrait de Napoléon sur le trône impérial, 1806, Musée de l'Armée, Paris
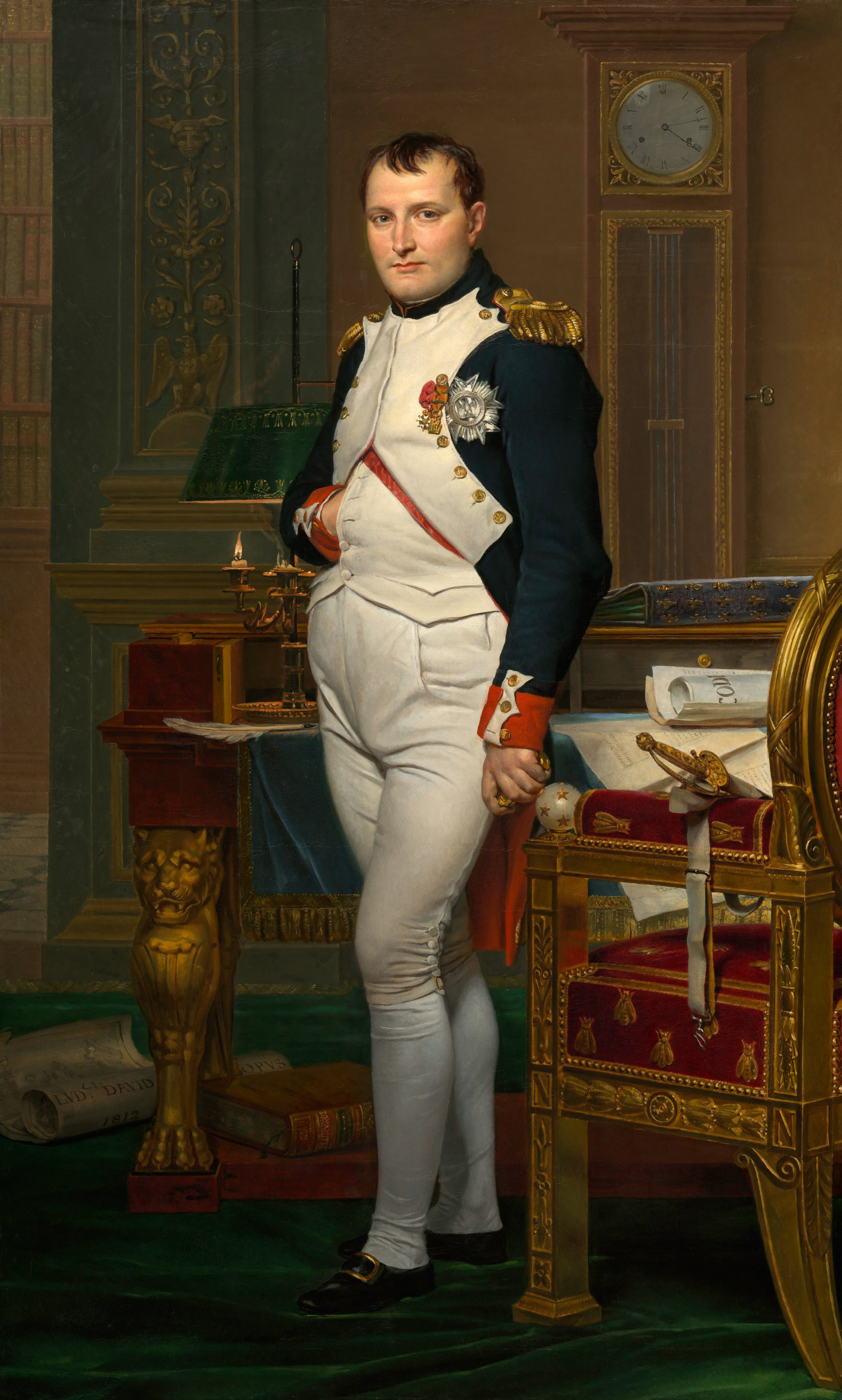
Jacques-Louis David, Napoléon dans son cabinet de travail (1812), National Gallery of Art, Washington, D.C.
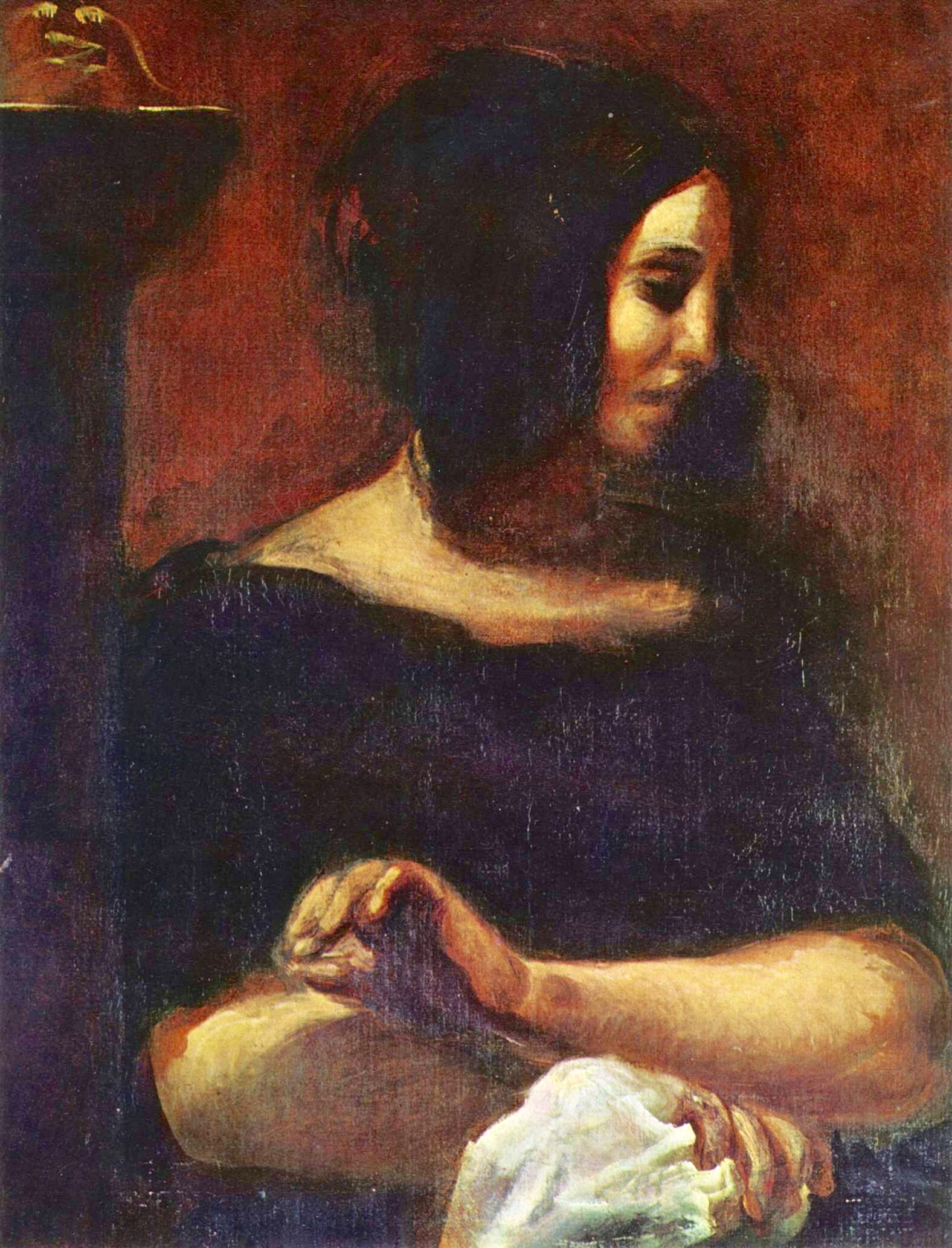
Eugène Delacroix, portrait de George Sand, 1838, musée Ordrupgaard, Copenhague, Danemark
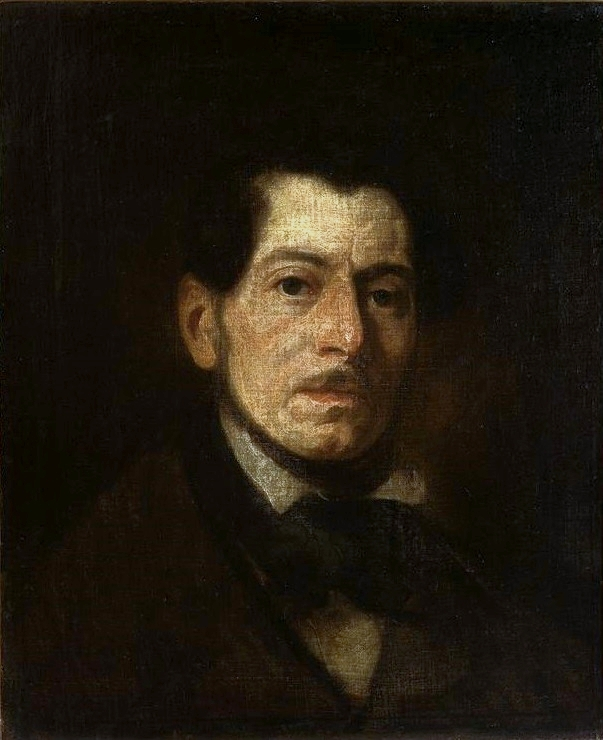
Piotr Michałowski, Autoportrait, 1840, musée national de Varsovie
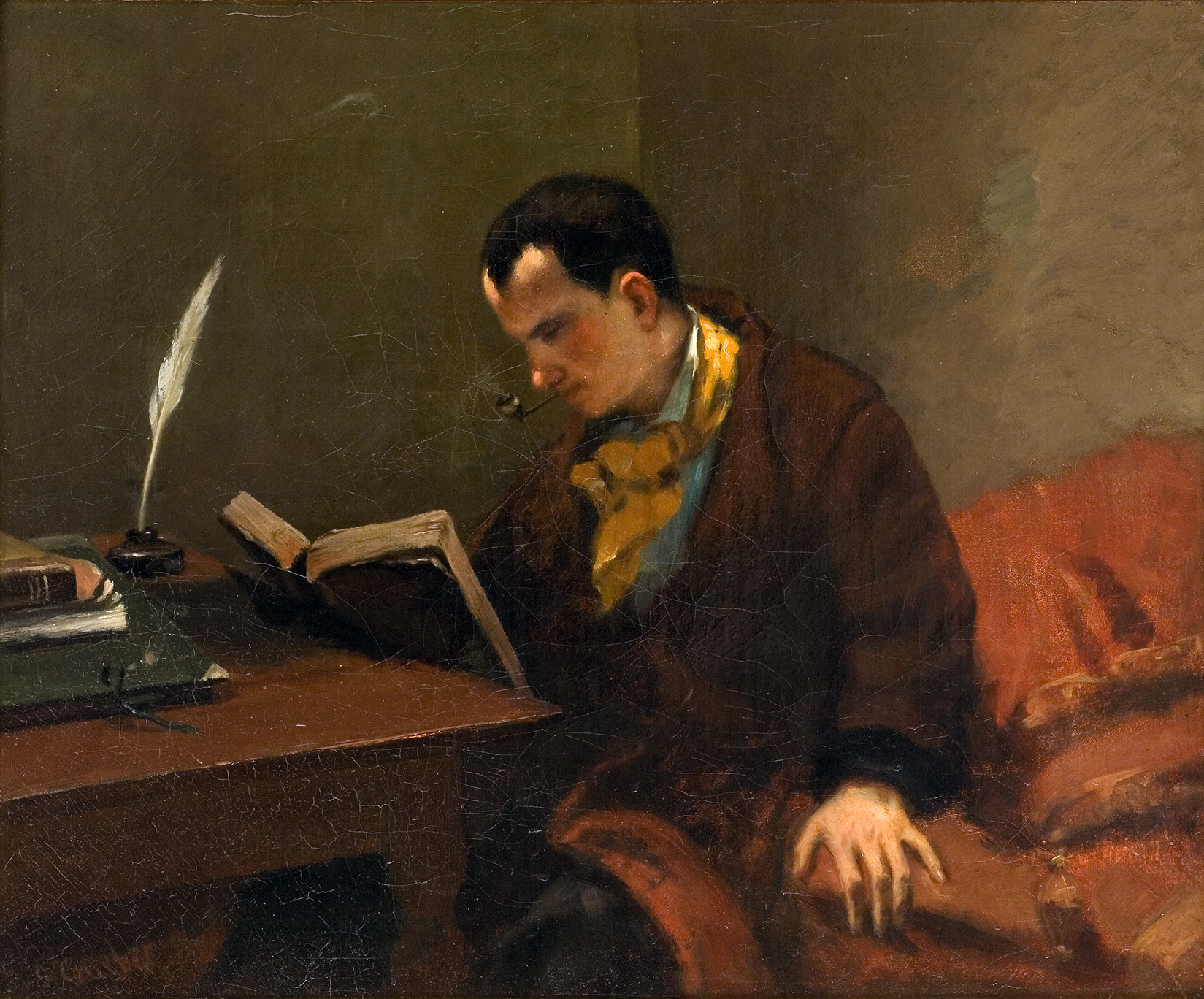
Gustave Courbet, Portrait de Charles Baudelaire, 1848
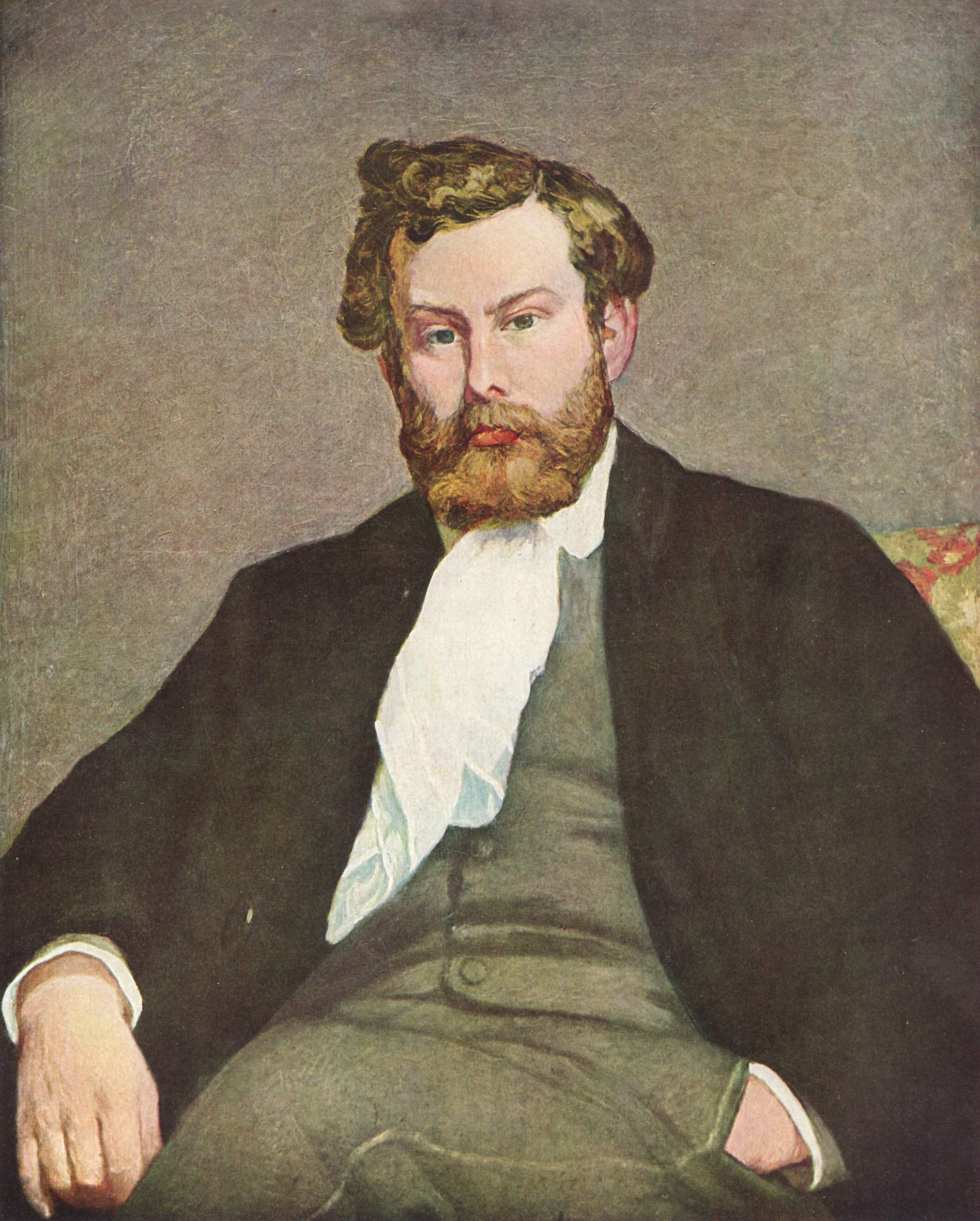
Pierre-Auguste Renoir, Portrait d'Alfred Sisley, 1868
James Abbott McNeill Whistler, Arrangement en gris et noir n°1 : la mère de l'artiste (1871) connu comme La mère de Whistler
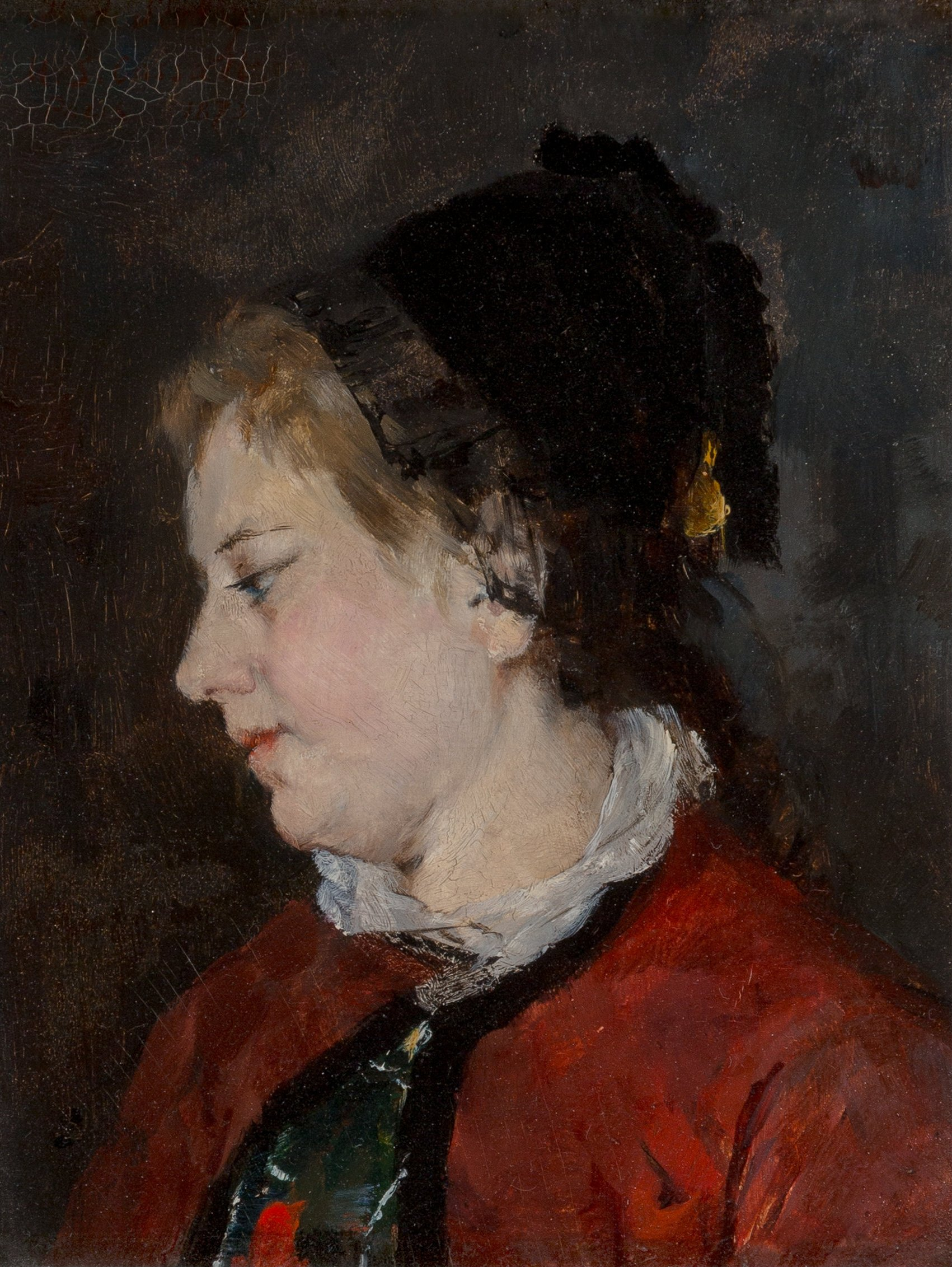
Mary Cassatt, Portrait de Madame Sisley 1873
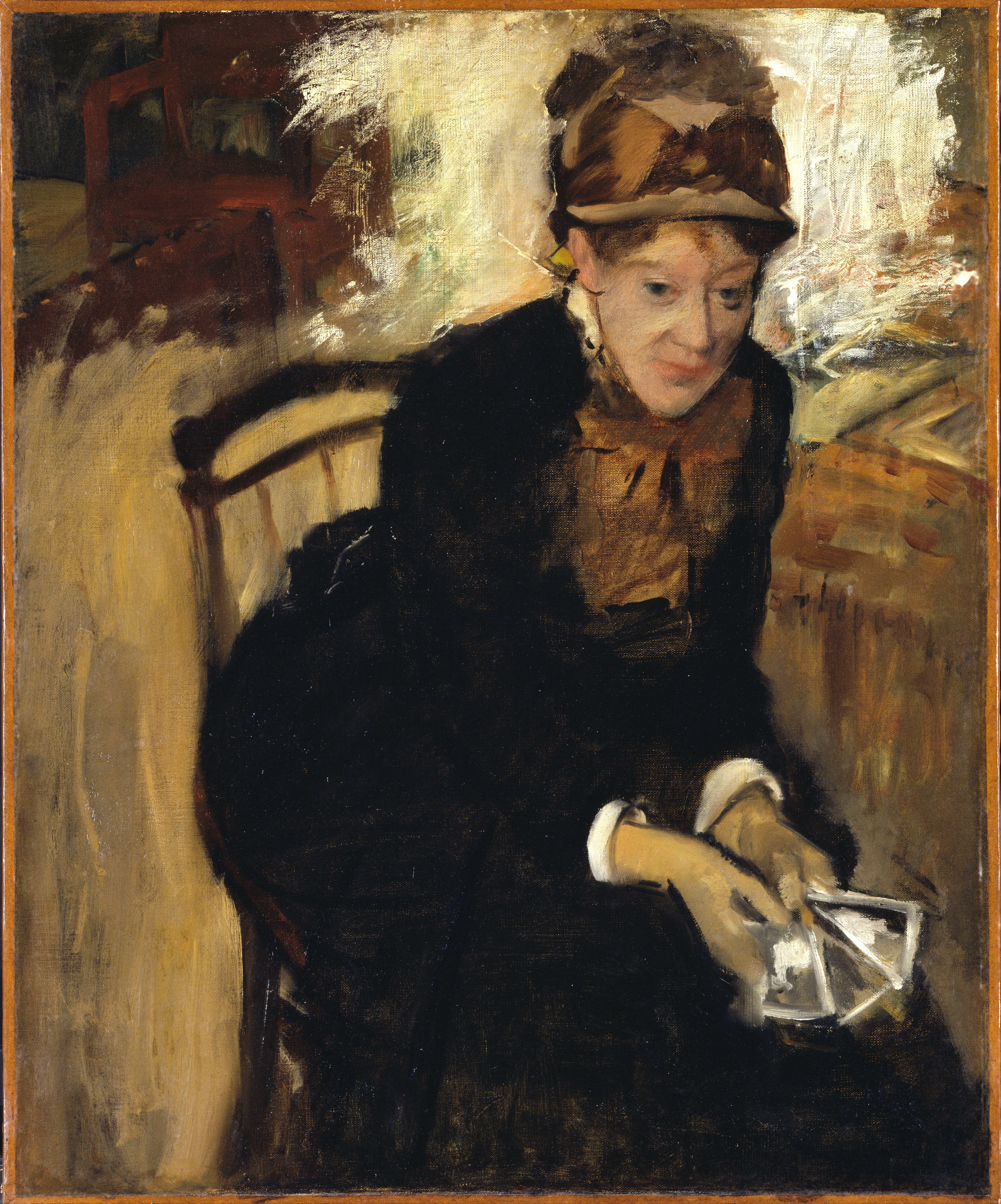
Edgar Degas, Portrait de Miss Cassatt, assise, tenant des cartes à jouer, 1876-1878
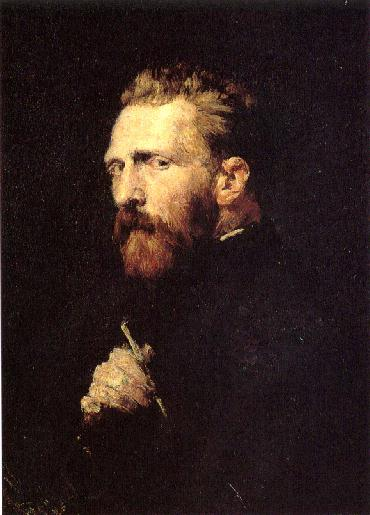
John Peter Russell, Vincent van Gogh, 1886
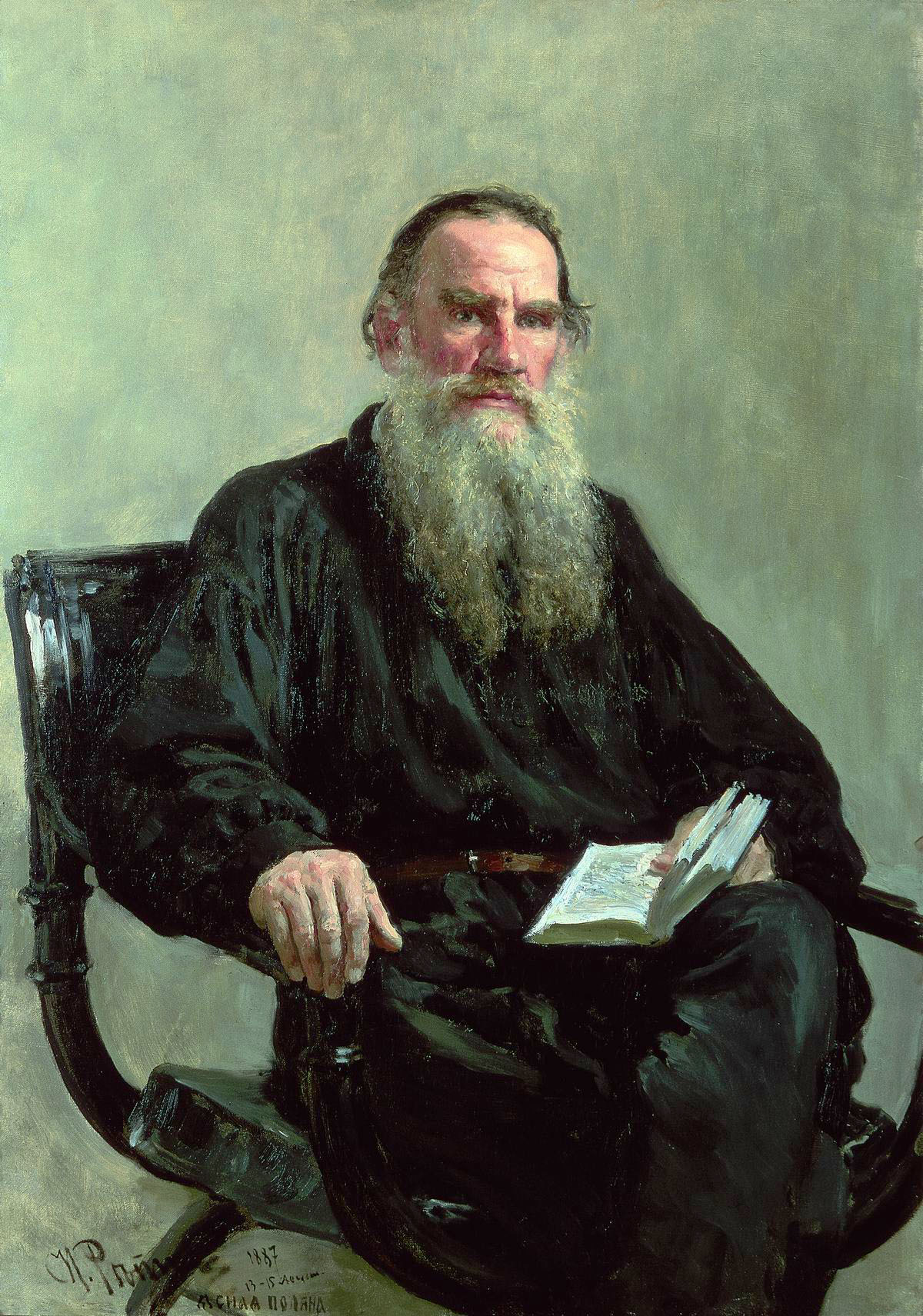
Ilia Répine, Portrait de Léon Tolstoï, 1887
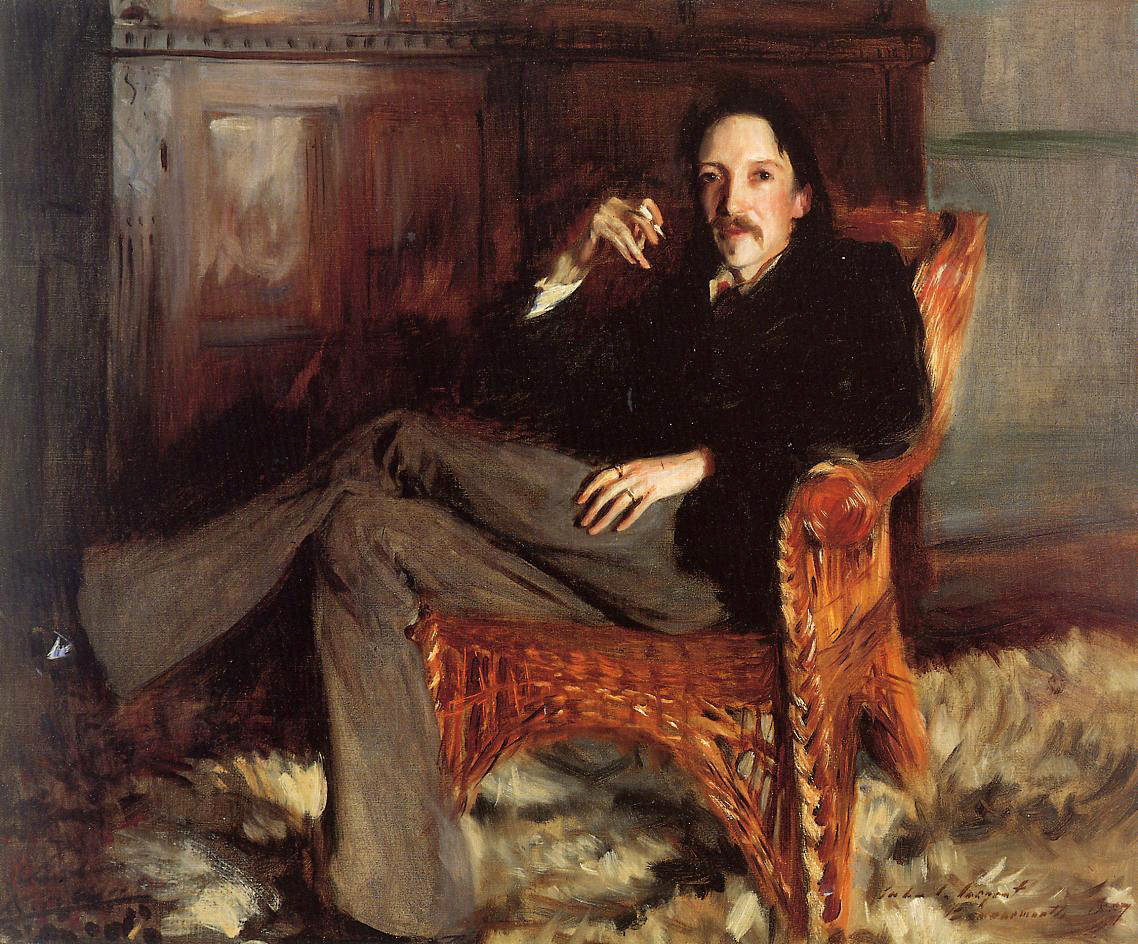
John Singer Sargent, Portrait de Robert Louis Stevenson, 1887
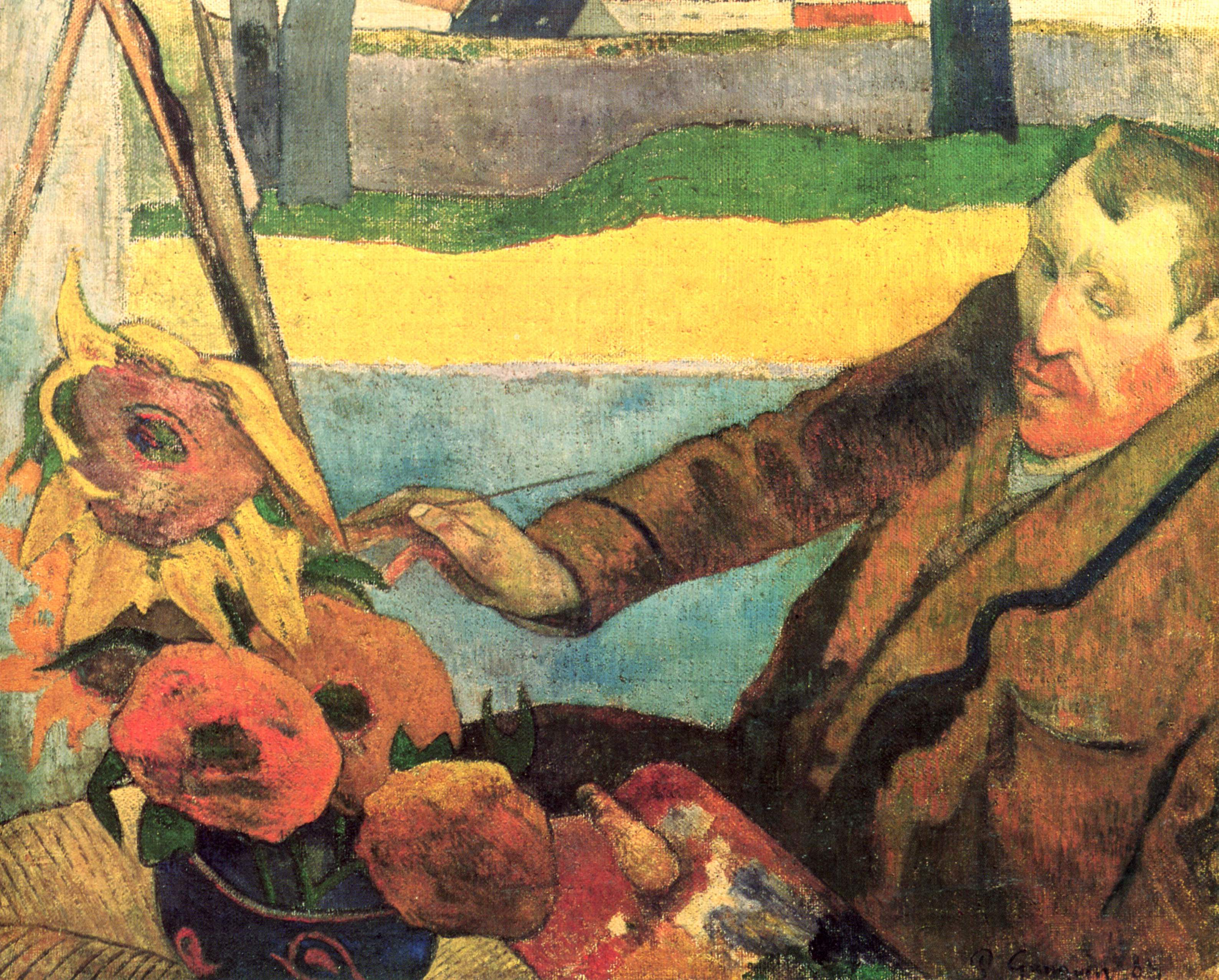
Paul Gauguin, Le peintre de tournesols, portrait de Vincent van Gogh, 1888
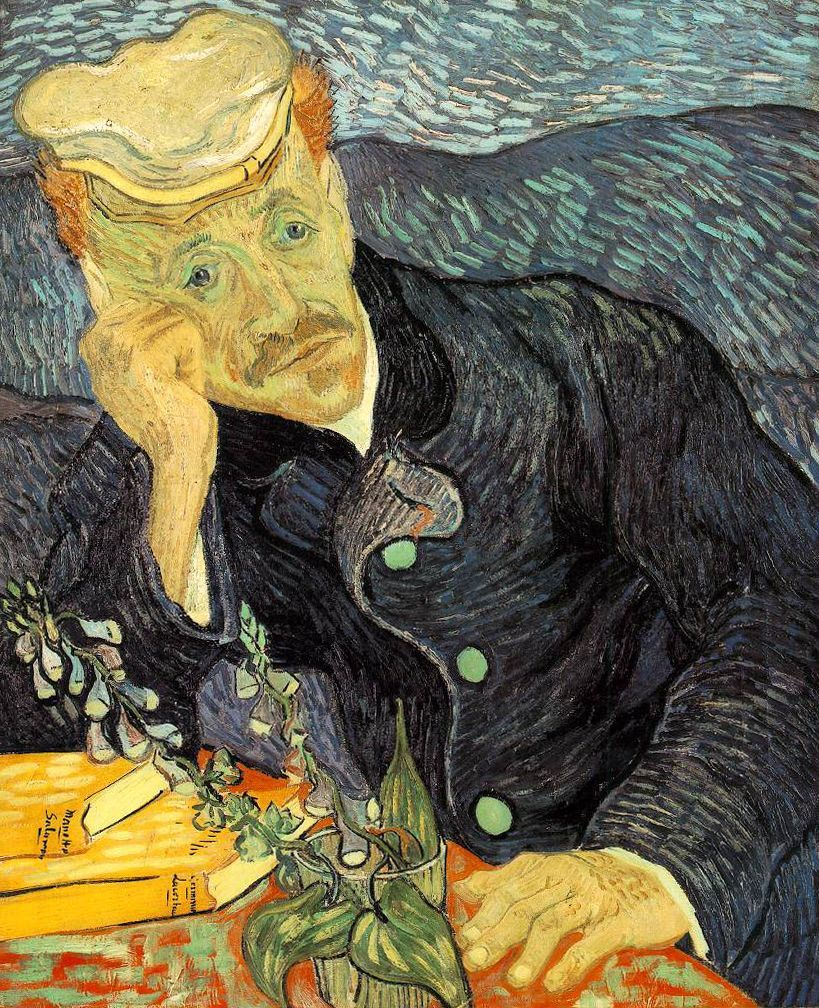
Vincent van Gogh, Portrait du Dr Gachet, (première version), 1890
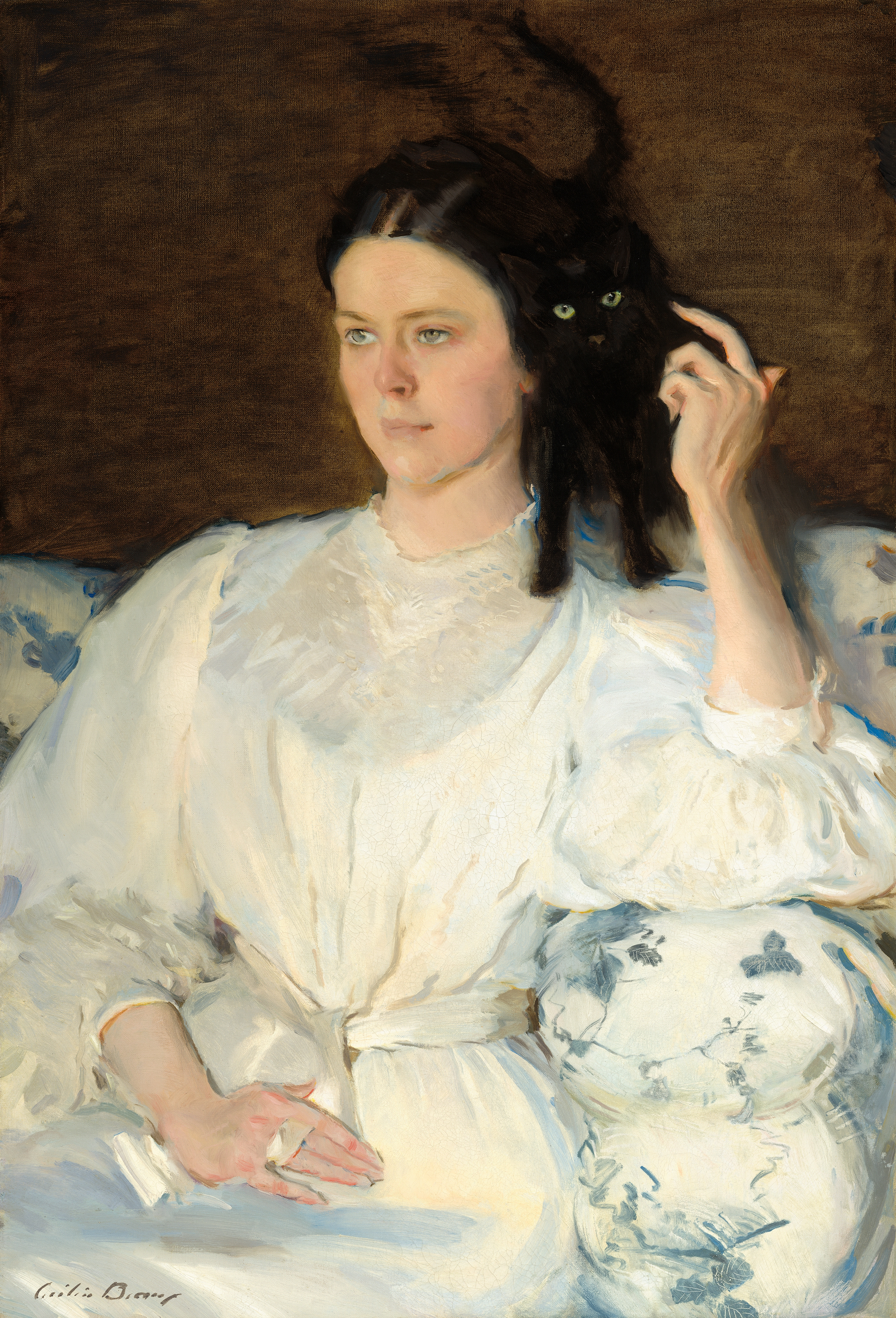
Cecilia Beaux, Sita et Sarita (Jeune Fille au Chat), 1893 - 1894
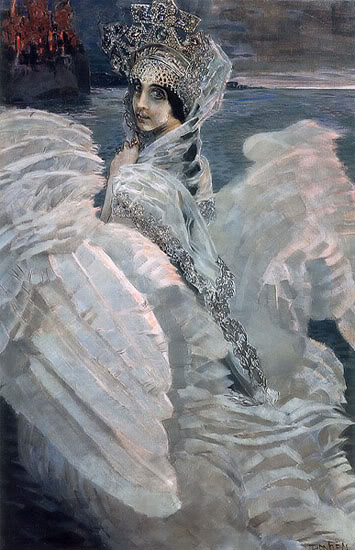
Mikhaïl Vroubel, La Princesse cygne (Portrait de Nadejda Zabela-Vroubel), 1900
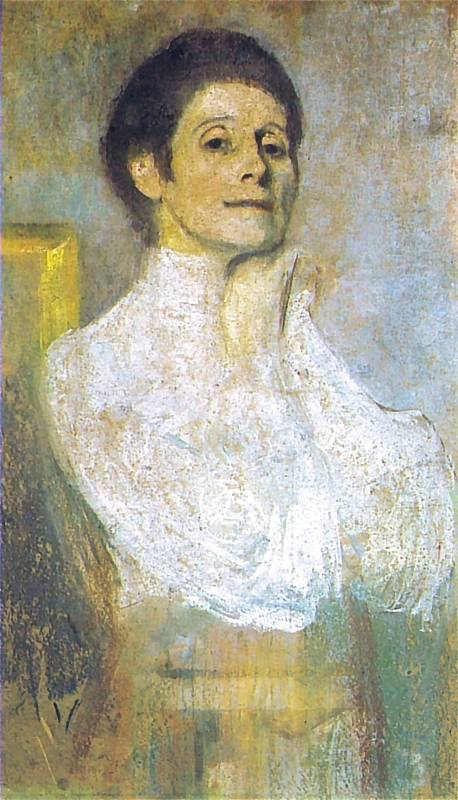
Olga Boznańska, Autoportrait, 1906, musée national de Varsovie
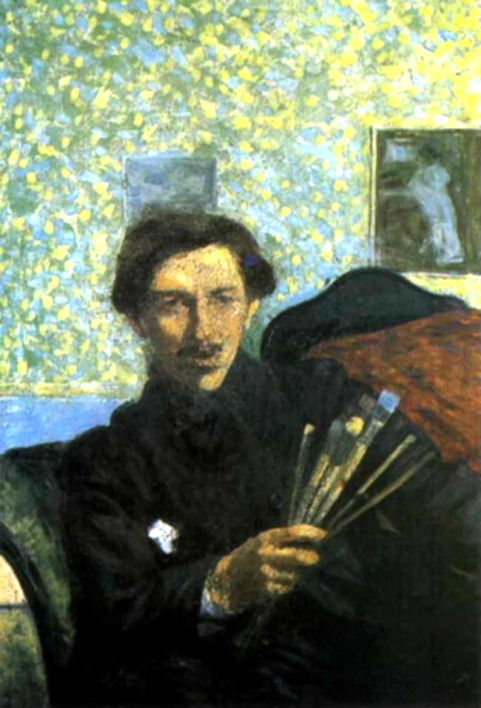
Umberto Boccioni, Autoportrait, 1906
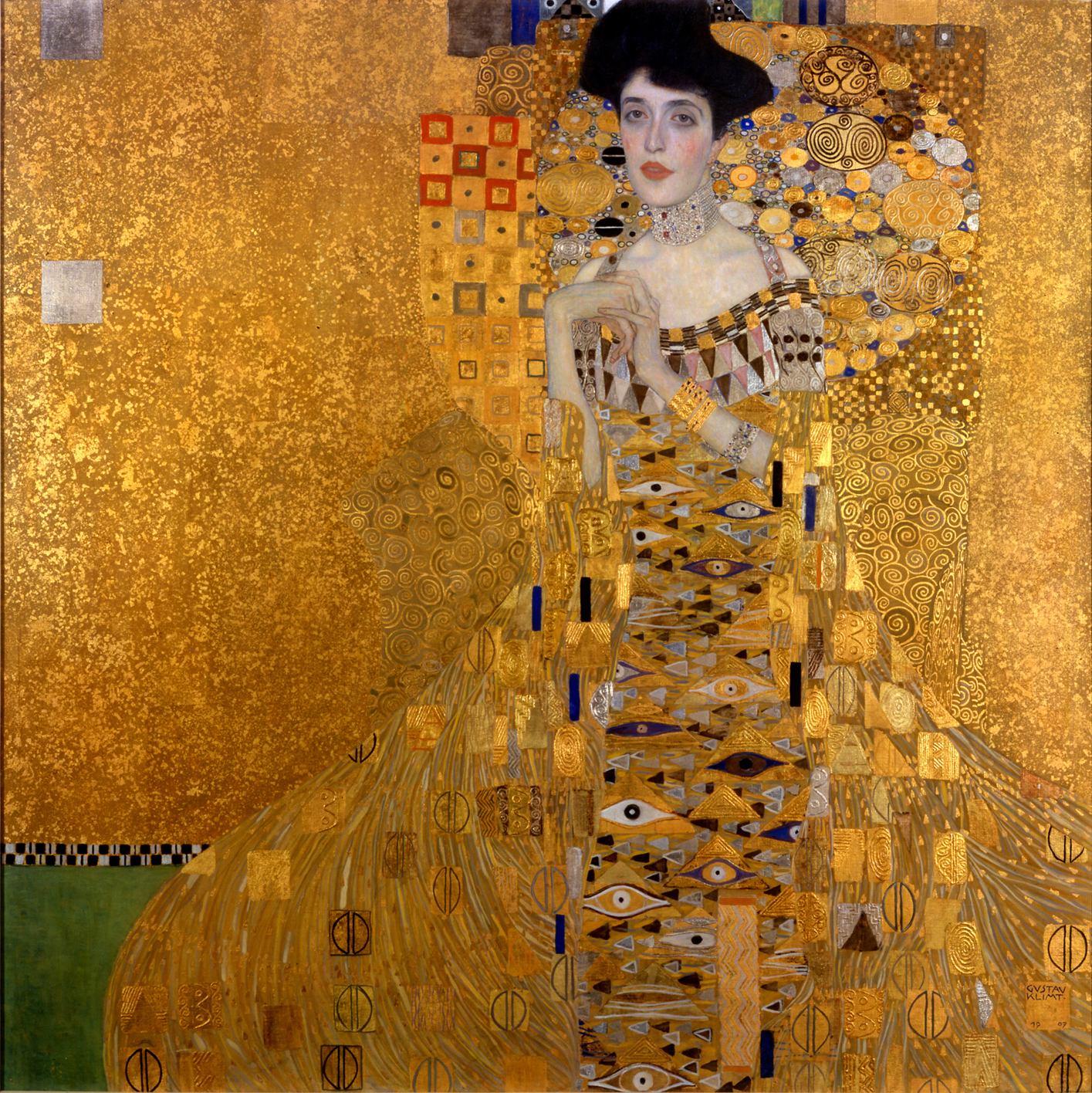
Gustav Klimt, Portrait d'Adele Bloch-Bauer I, 1907
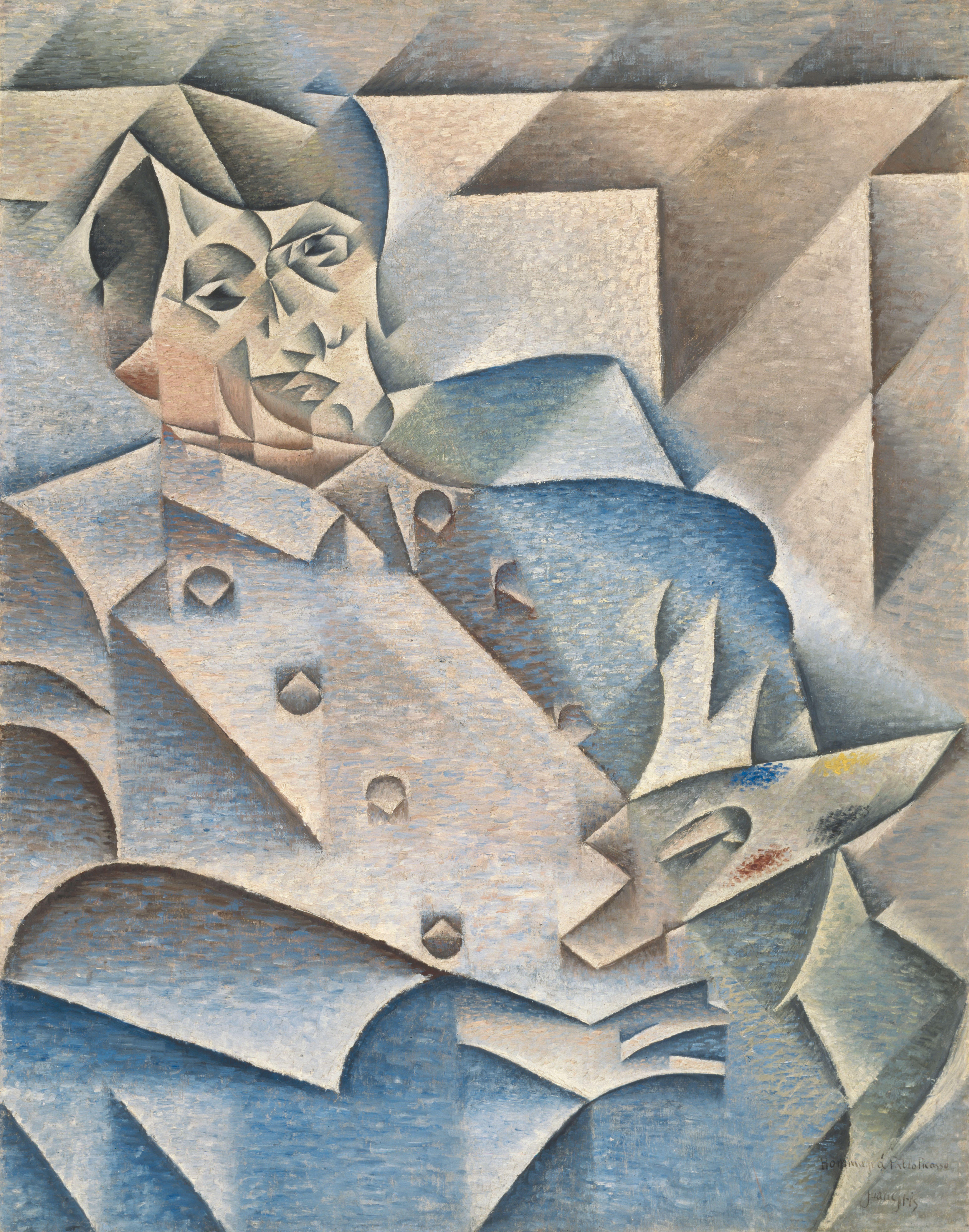
Juan Gris, Portrait de Picasso, 1912
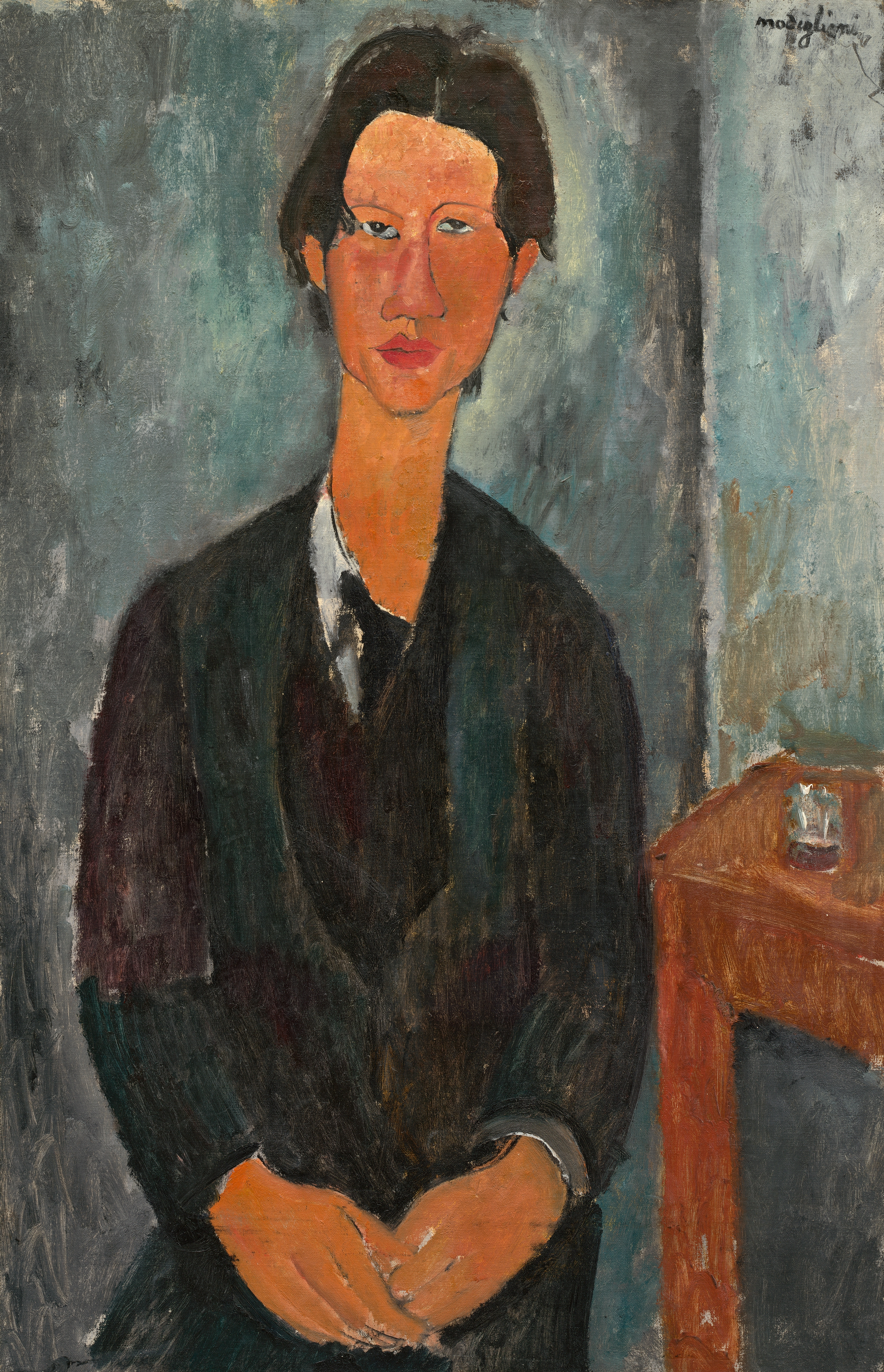
Amedeo Modigliani, Portrait de Chaïm Soutine, 1916
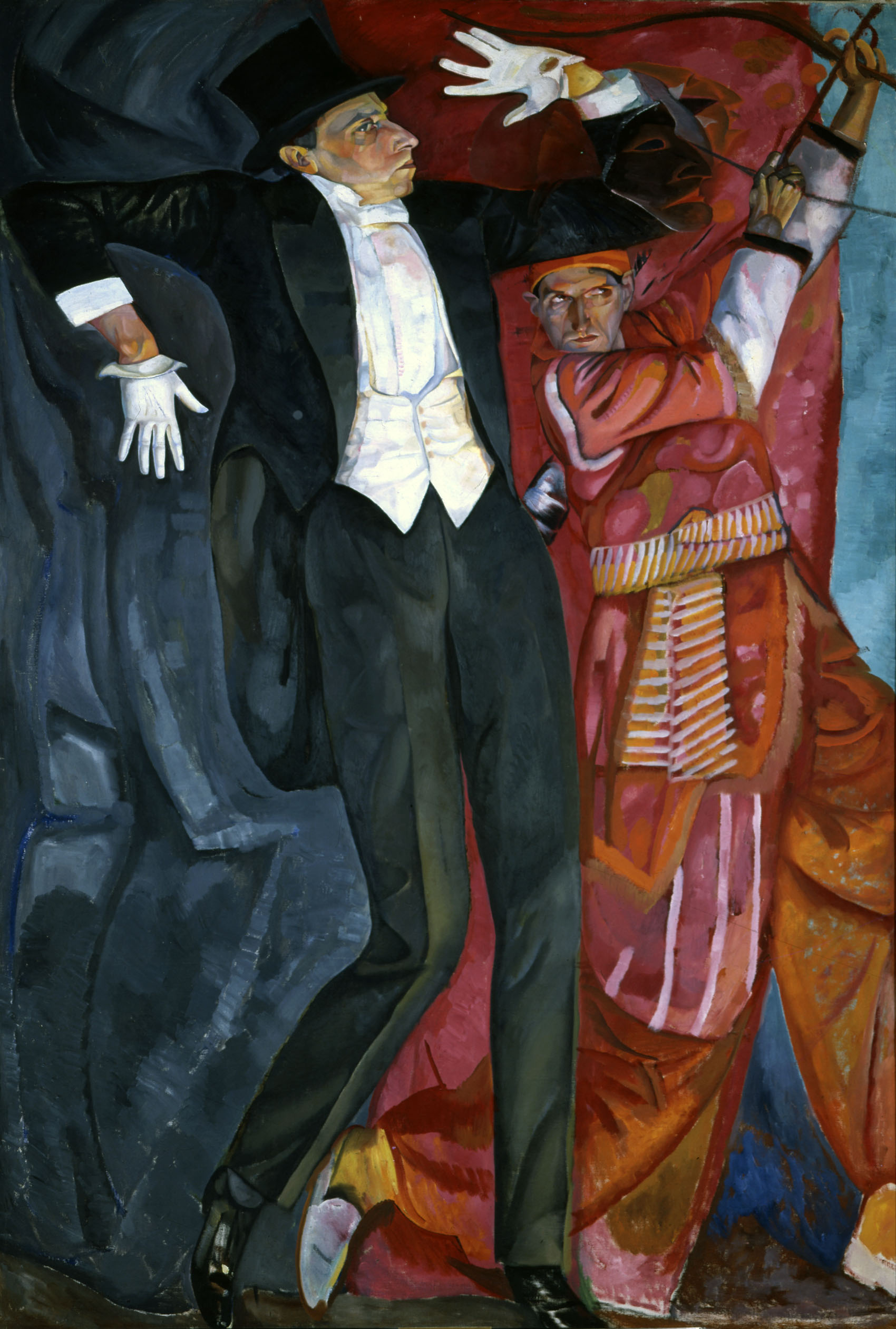
Boris Grigoriev, Portrait de Vsevolod Meyerhold, 1916
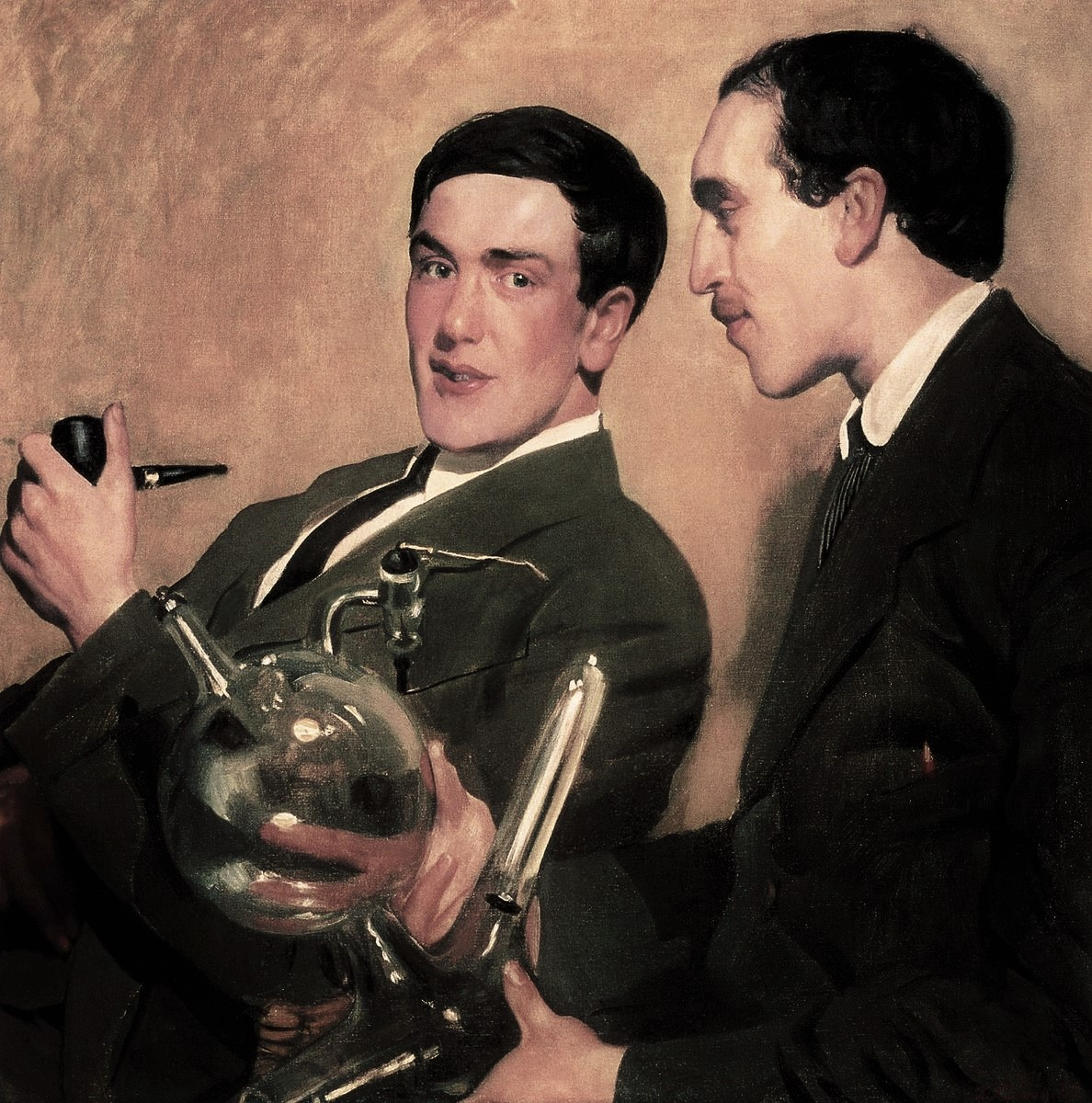
Boris Kustodiev, Kapitsa et Semyonov, 1921

## Source de la traduction
- (en) Cet article est partiellement ou en totalité issu de l’article de Wikipédia en anglais intitulé « Portrait painting » (voir la liste des auteurs).